# Norton Simon Museum
Norton Simon Museum – muzeum sztuki położone w Pasadenie (Kalifornia) przy West Colorado Boulevard 411, działające w latach 1969–1973 pod nazwą Pasadena Art Museum, a w latach 1973–1974 pod nazwą Pasadena Museum of Modern Art. Jest jedną z najbardziej znanych na świecie prywatnych kolekcji sztuki, liczącą 12 000 eksponatów. Norton Simon Museum swoje zbiory zawdzięcza przedsiębiorcy Nortonowi Simonowi (1907–1993), który przez 30 lat zgromadził imponującą kolekcję dzieł sztuki, zarówno europejskiej (od renesansu do czasów współczesnych) jak i azjatyckiej.

## Historia
Historia Norton Simon Museum związana jest z Pasadena Art Institute, który został założony w 1922 dzięki inicjatywie mieszkańców Pasadeny, a 14 sierpnia 1924 uzyskał osobowość prawną jako prywatna instytucja non-profit. Po uzyskaniu osobowości prawnej Pasadena Art Institute otrzymał działkę o powierzchni 3,85 ha oraz 22-pokojowy budynek (Reed mansion), położony w Carmelita Park, na rogu ulic Orange Grove i Colorado boulevard w Pasadenie. Początkowo Instytut wystawiał XIX-wieczne dzieła sztuki europejskiej i amerykańskiej.
W 1941 miasto Pasadena otrzymało Carmelita Park jako darowiznę. Jej warunkiem było wytyczenie działki dla potrzeb Pasadena Art Institute. W konsekwencji Instytut zawarł porozumienie z miastem Pasadena, które wydzierżawiło mu nieodpłatnie posesję na 20 lat pod warunkiem, że zostanie na niej wybudowana stała siedziba muzeum. W kwietniu 1942 roku Instytut połączył się z powstałym rok wcześniej Pasadena Museum of Art. Zachowując nazwę Pasadena Art Institute nowa placówka założyła swoją siedzibę w jednym z budynków galerii należących do Grace Nicholson. Kiedy Grace Nicholson aktem własności przekazała swoje galerie na rzecz miasta Pasadena, to nieodpłatnie wydzierżawiło Pasadena Art Institute na 25 lat budynek, w którym miał on swoją dotychczasową siedzibę. Transakcja przewidywała również powstanie budynku muzeum na terenie Carmelita Park. W 1948 roku Grace Nicholson zmarła, pozostawiając Instytutowi fundusz w wysokości ponad 40 000 dolarów.
Punkt zwrotny w historii Pasadena Art Institute nastąpił w 1953, kiedy to otrzymał on w spadku prawie 500 dzieł sztuki pochodzących z majątku niemiecko-amerykańskiej malarki i kolekcjonerki sztuki, Galki Scheyer. W jej kolekcji znajdowały się dzieła takich artystów jak, między innymi: Kandinsky, Klee, Jawlensky i Feininger. Darowizna, oprócz dzieł sztuki, zawierała również archiwum z korespondencją z artystami. W kwietniu 1954 Instytut zmienił nazwę na Pasadena Art Museum koncentrując swoje wysiłki na pozyskiwaniu i wystawianiu dzieł sztuki współczesnej.

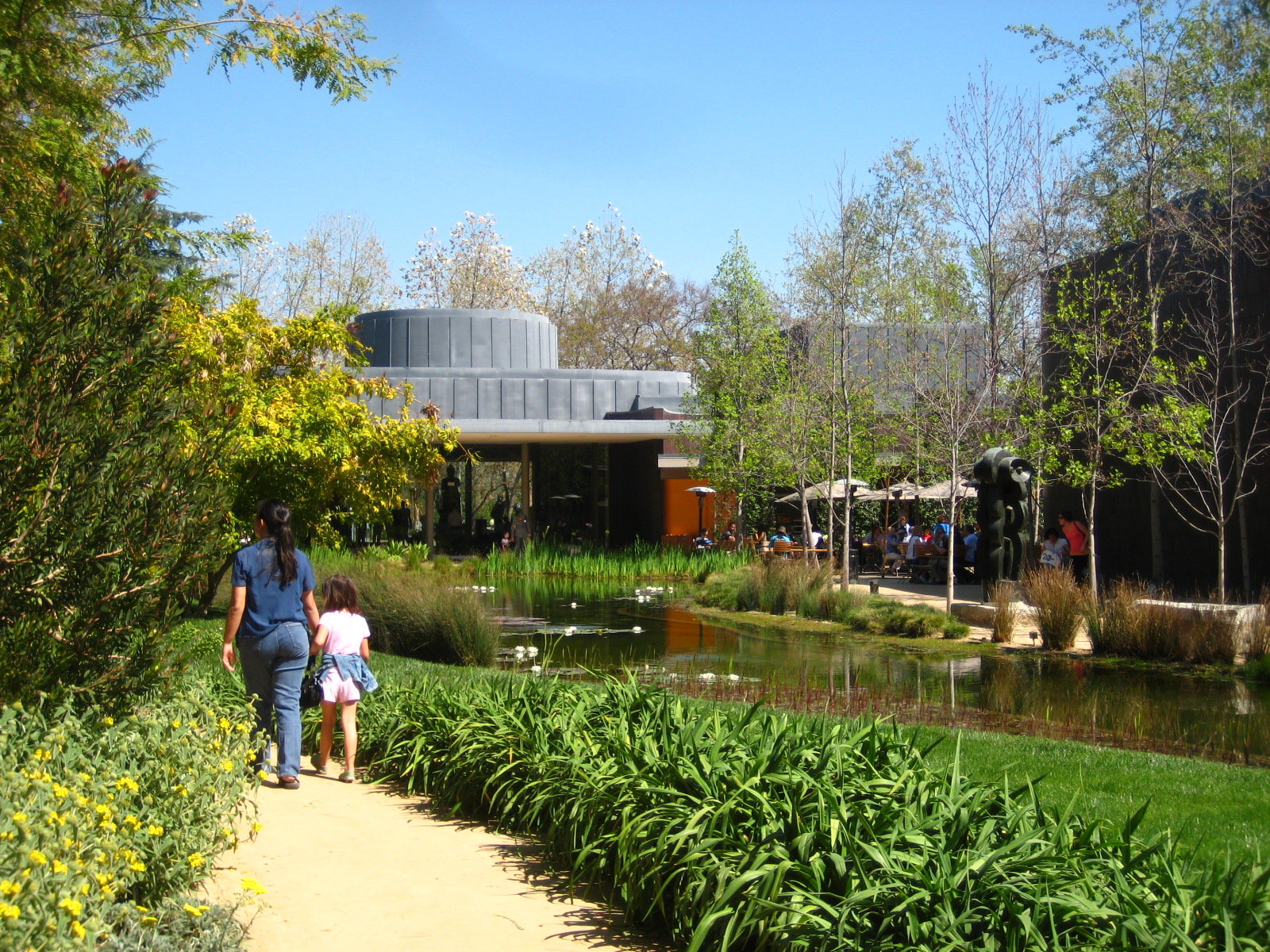
Otoczenie muzeum

W 1964 roku Pasadena Art Museum zleciło firmie architektonicznej Ladd & Kelsey zaprojektowanie na terenie Carmelita Park nowego budynku o powierzchni 7600 m². Został on oddany do użytku 24 listopada 1969. Wśród zakupionych i otrzymanych w charakterze darowizny dzieł sztuki współczesnej znalazły się prace takich artystów jak: Ellsworth Kelly, Roy Lichtenstein, Claes Oldenburg, Edward Ruscha, Frank Stella i Andy Warhol. W ciągu najbliższych dwóch dekad Pasadena Art Museum zdobyło międzynarodową reputację w zakresie organizowania wystaw dzieł sztuki XX wieku. Zorganizowało pierwszą retrospektywną wystawę prac Marcela Duchampa (z jego udziałem), a także wystawy Andy’ego Warhola, Claesa Oldenburga, Jospeha Cornella i innych.
Aby lepiej zaakcentować swój profil wystawienniczy i związaną z nim misję edukacyjną Pasadena Art Museum w dniu 1 marca 1973 zmieniło nazwę na Pasadena Museum of Modern Art. Problemem okazały się jednak zobowiązania finansowe powstałe w trakcie budowy nowego muzeum. Po kilku latach bezskutecznych prób ich rozwiązania i wobec perspektywy bankructwa muzeum, rada powiernicza placówki osiągnęła w 1974 porozumienie z przedsiębiorcą i kolekcjonerem sztuki Nortonem Simonem, który przejął zarządzanie muzeum i jego zobowiązania finansowe. Był to punkt zwrotny w dziejach tej instytucji, która tymczasowo powróciła do nazwy Pasadena Art Museum.
24 czerwca 1974 muzeum zostało zamknięte z powodu remontu. Po połączeniu kolekcji Pasadena Art Museum z kolekcją Nortona Simona muzeum zostało ponownie otwarte w dniu 1 marca 1975. W październiku tego samego roku jego nazwę zmieniono na Norton Simon Museum of Art w Pasadenie.
Norton Simon zmarł 2 czerwca 1993. Wdowa po nim, Jennifer Jones Simon, nadzorowała remont wnętrz galerii, prowadzony w latach 1996–1999 pod kierunkiem architekta Franka Gehry’ego. Przebudową Ogrodu Rzeźby (Sculpture Garden) zajęła się firma Nancy Goslee Power. W roku 2000 wraz z przebudową muzealnego teatru, dokonaną przez firmę Arthur Gensler, Jr & Associates remont muzeum został zakończony.

## Architektura

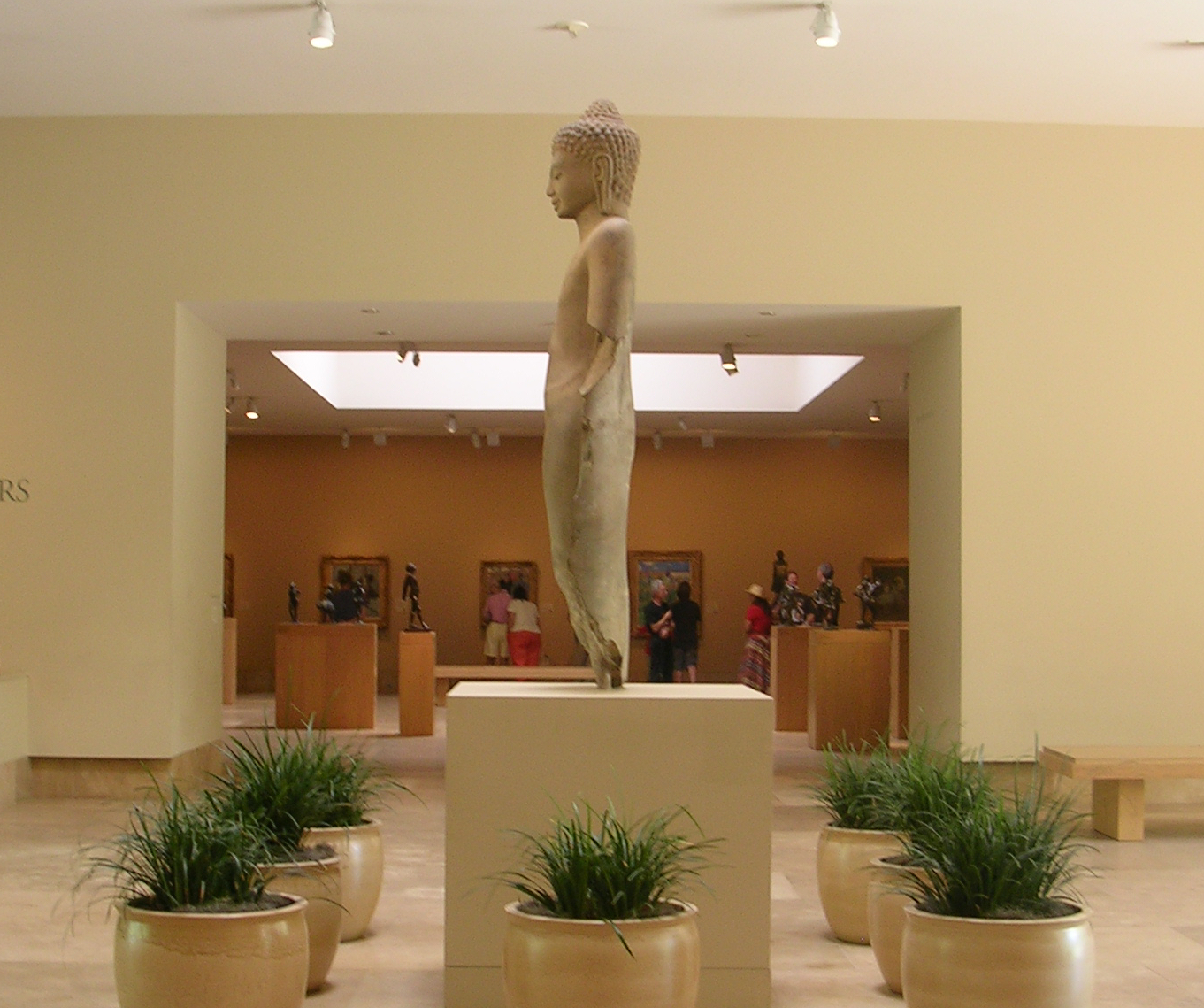
Hol wejściowy do muzeum

Nietypowa bryła Norton Simon Museum jest wtopiona w otoczenie. Architekci projektując budynek muzeum wzięli pod uwagę jego lokalizację w pobliżu dzielnicy mieszkalnej i stworzyli w efekcie konstrukcję, która ma rezydencjonalny nastrój, ale nie skalę. Jej formę zewnętrzną kształtują zakrzywione linie ścian zbudowanych ze 115 000 ręcznie robionych płytek ceramicznych w kolorze ciemnej umbry, zaprojektowanych przez artystkę Edith Heath. Nawiązują one do stylu domów Pasadeny, a także do pobliskich gór San Gabriel, górujących nad miastem od północy. Podczas wschodów i zachodów słońca na płytkach widoczna jest delikatna gra świateł i cieni. Oryginalny wystrój wnętrz muzeum tworzą przestronne, wijące się galerie, które ułatwiają ekspozycję dużych nowoczesnych dzieł sztuki, co było pierwotnym zamierzeniem muzeum. W 1977 roku firma Craig Ellwood and Associates dokonała przekształcenia pomieszczeń biurowych na dodatkowe galerie wystawowe na niższej kondygnacji.
W latach 1996–1999 muzeum przeszło poważny remont wnętrza pod nadzorem architekta Franka Gehry’ego we współpracy z architektem wykonawczym Gregiem Walshem. Zmieniono okład ścian wewnętrznych, aby lepiej wyeksponować poszczególne dzieła sztuki. Stropy podniesiono przebijajęc w nich świetliki w celu wpuszczenia naturalnego światła do wnętrz galerii. Oryginalne posadzki z ciemnego parkietu zastąpiono płytami z francuskiego wapienia. Dodano zmodernizowane, spiralne schody, a posadzki galerii ze sztuką azjatycką wyłożono czerwonym indyjskim piaskowcem.
Również dotychczasowe, skromne audytorium przebudowano na centrum multimedialne Norton Simon Museum Theater na 290 miejsc, nadające się zarówno do odczytów i seminariów, jak i do spektakli muzycznych oraz innych imprez związanych ze sztuką. Aby nadać wnętrzu atmosferę intymności i elegancji firma wykonawcza Arthur Gensler, Jr & Associates zadbała zarówno o odpowiednię akustykę (ściany wyłożone drewnem topolowym) jak i o spektakularne oświetlenie.

## Ogród

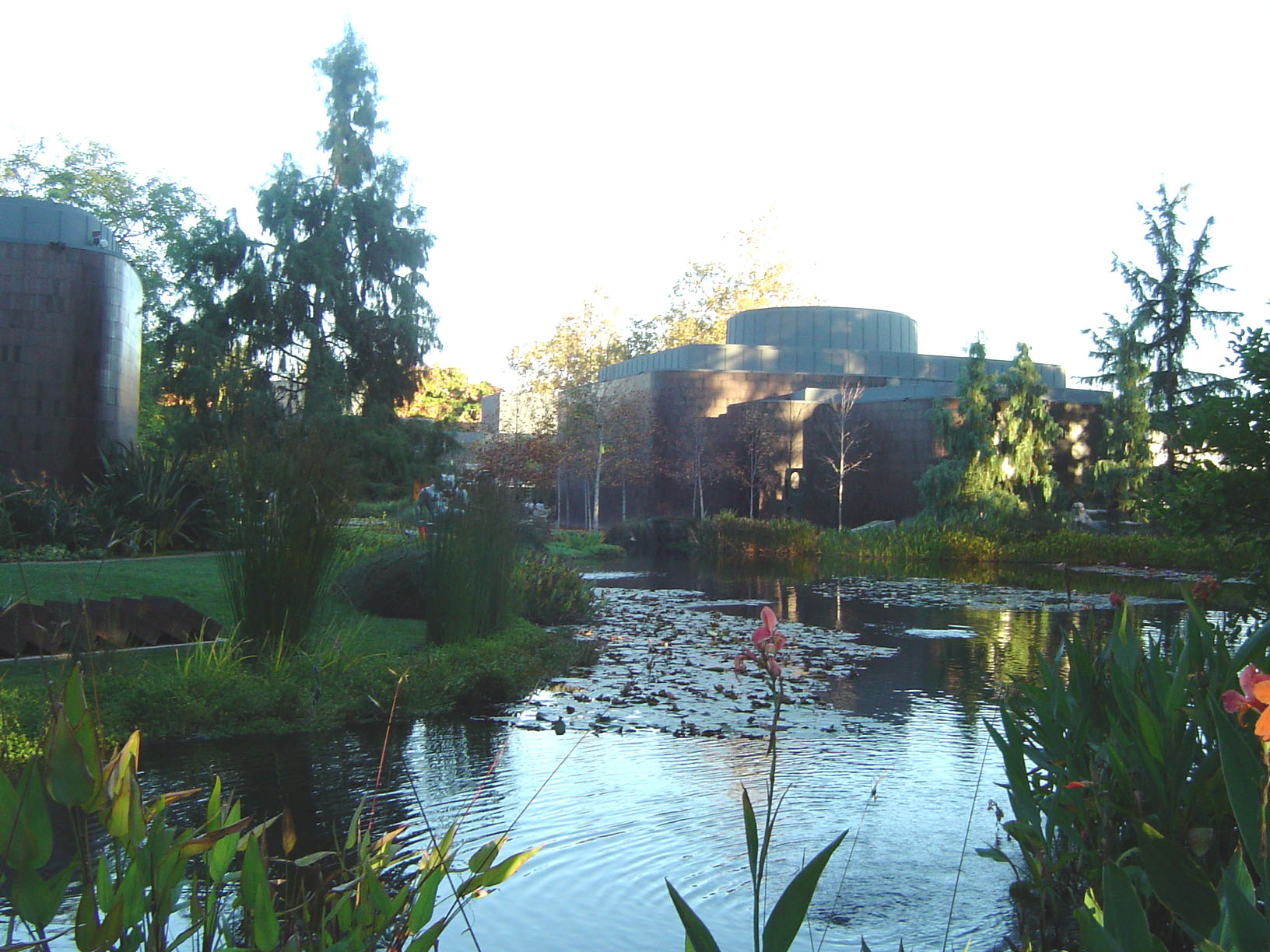
Fragment ogrodu otaczającego muzeum

Pierwotny ogród otaczający muzeum został założony po roku 1870, kiedy to Ezra i Jeanne Carrowie tworzyli Carmelita. Był to wówczas najbardziej rozległy ogród w Pasadenie, pełen roślin z całego świata, z których wiele zostało wyhodowanych przez samych darczyńców, w tym botanika Johna Muira, przyjaciela i byłego studenta Ezry Carr. Podobnie jak ogród Moneta, w Giverny, ogród w Norton Simon Museum jest żywym dziełem sztuki zapewniającym ciche i inspirujące otoczenie dla muzeum i jego gości. Obecny ogród został zaprojektowany w 1999 przez znanego architekta krajobrazu, Nancy Goslee Power. Na ok. 7100 m² powierzchni rośnie ponad 180 gatunków drzew (m.in. figowiec wielkolistny, cedr himalajski, cyprys kaszmirski, eukaliptus cytrynowy), krzewów, winorośli i bylin. Całości założenia dopełnia wijący się meandrami staw, porośnięty liliami wodnymi i roślinami bagiennymi oraz niewielki wodospad. Ogród wypełniają okazałe rzeźby pomysłowo wkomponowane w krajobraz.

## Kolekcja
Do głównych atrakcji kolekcji Nortona Simona należą: Madonna z Branchini Giovanniego di Paolo (1427), Madonna z Dzieciątkiem i książką Rafaela (ok. 1502–1503), Martwa natura z cytrynami, pomarańczami i różą Francisco de Zurbarána (1633), Portret chłopca Rembrandta (ok. 1655–1660), Drzewo morwy Vincenta van Gogha, Mała czternastoletnia tancerka Edgara Degasa, Kobieta z książką Pabla Picassa (1932). Wśród zbiorów sztuki azjatyckiej wyróżniają się rzeźby Buddha Shakyamuni (ok. 550) z Biharu (Indie) oraz Śiwa, król tańca (ok. 1000) z Tamilnadu.
Główne atrakcje zbiorów byłego Pasadena Museum of Art to dzieła z kolekcji Blue Four Collection należącej do Galki Scheyer, w tym prace: Feiningera, Klee, Jawlensky’ego i Kandinsky’ego, powojenna sztuka artystów amerykańskich, a zwłaszcza południowokalifornijskich (m.in. John Altoon, Larry Bell, Wallace Berman, Bruce Conner, Richard Diebenkorn, Llyn Foulkes, Sam Francis) oraz kolekcja fotografii, w tym prace Ansela Adamsa, Lewisa Baltza, Manuela Álvareza Bravo, Imogen Cunningham, Edwarda Westona, Minora White’a i inne.

### Sztuka europejska

#### Renesans (XIV–XVI w.)
W tym dziale znajdują się arcydzieła wczesnego renesansu, renesansu i manieryzmu, pochodzące zarówno z Europy Północnej jak i Południowej, Kolekcja zawiera szeroki wybór obrazów o tematyce religijnej i świeckiej pędzla zarówno mistrzów włoskich (Paolo Veneziano, Giovanni di Paolo, Jacopo Bassano, Sandro Botticelli, Filippino Lippi i Rafael) jak i północnoeuropejskich (Dirk Bouts, Hans Memling, Lucas Cranach starszy). Różnorodność tematyczną kolekcji odzwierciedlają portrety pędzla Giorgione, Giovanniego Belliniego i El Greco. Ozdobą kolekcji jest nastawa ołtarzowa Guariento di Arpo, znakomity przykład malarstwa na pozłacanym podkładzie.

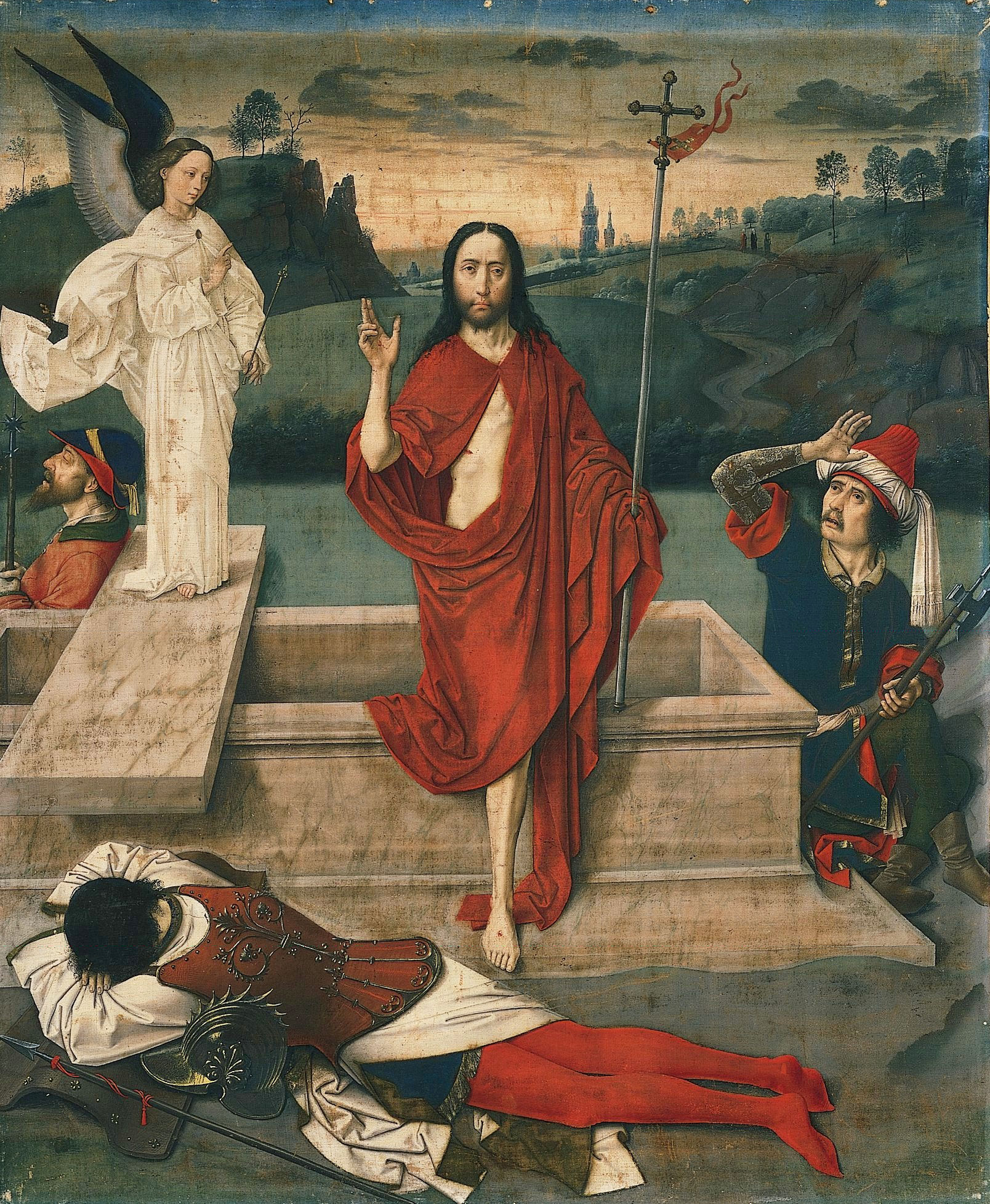
Dirk Bouts, Zmartwychwstanie, ok. 1455
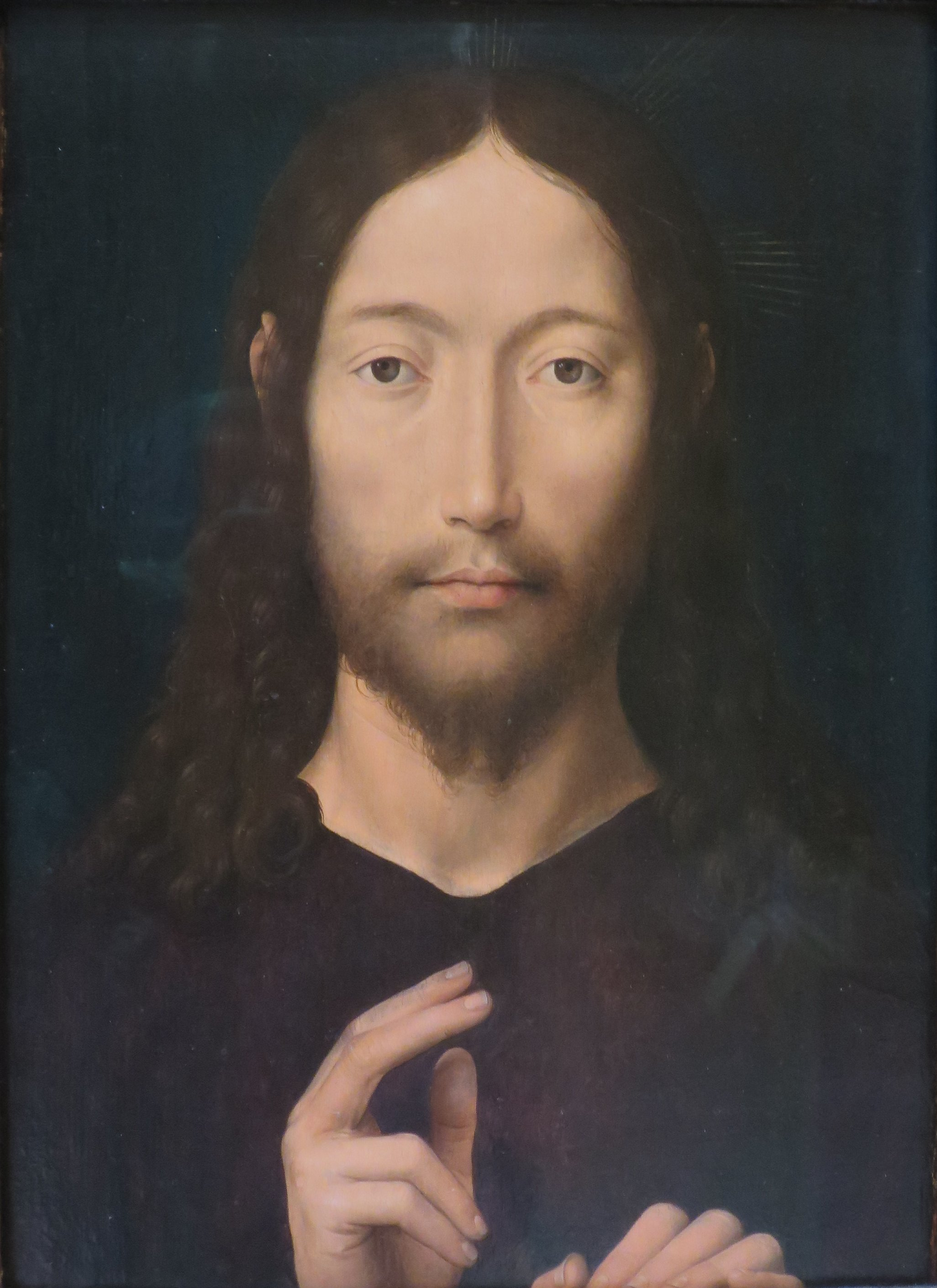
Hans Memling, Chrystus błogosławiący, 1478
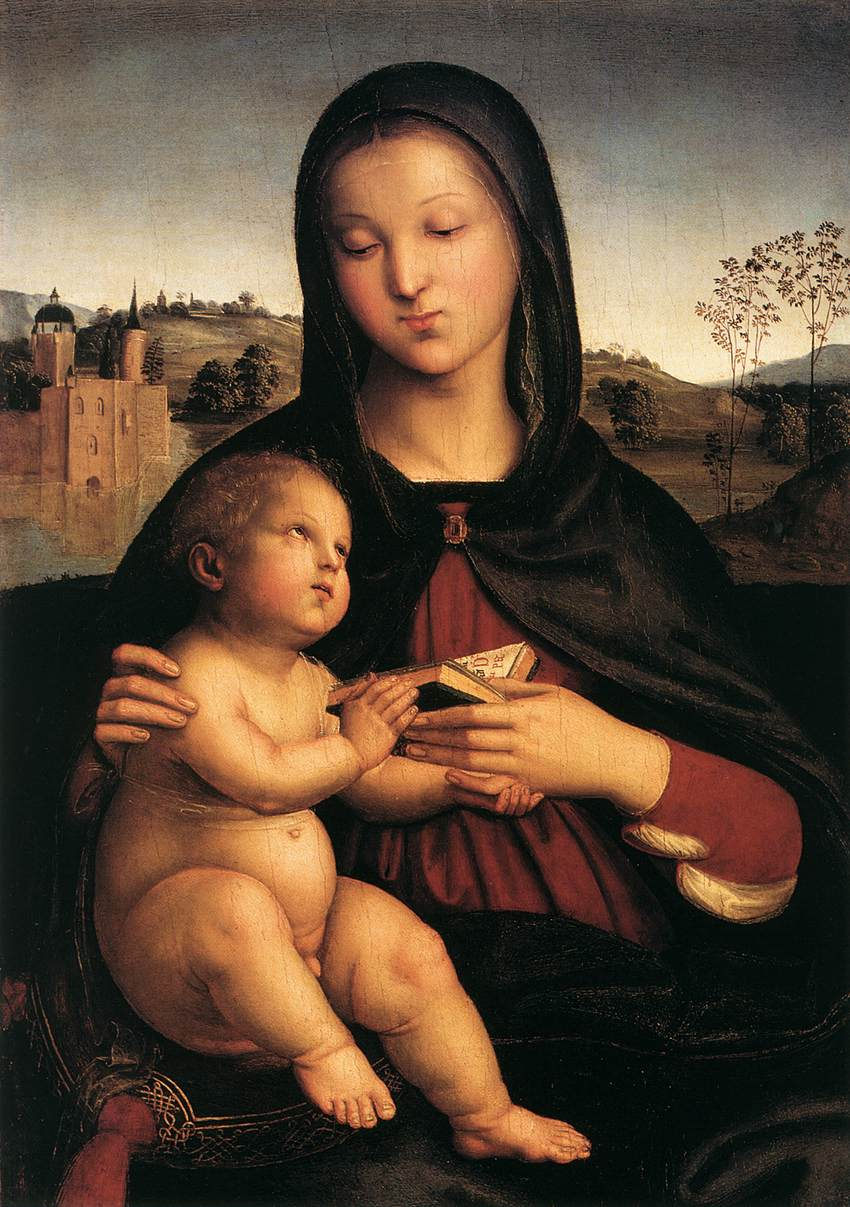
Rafael, Madonna z Dzieciątkiem i książką, 1503
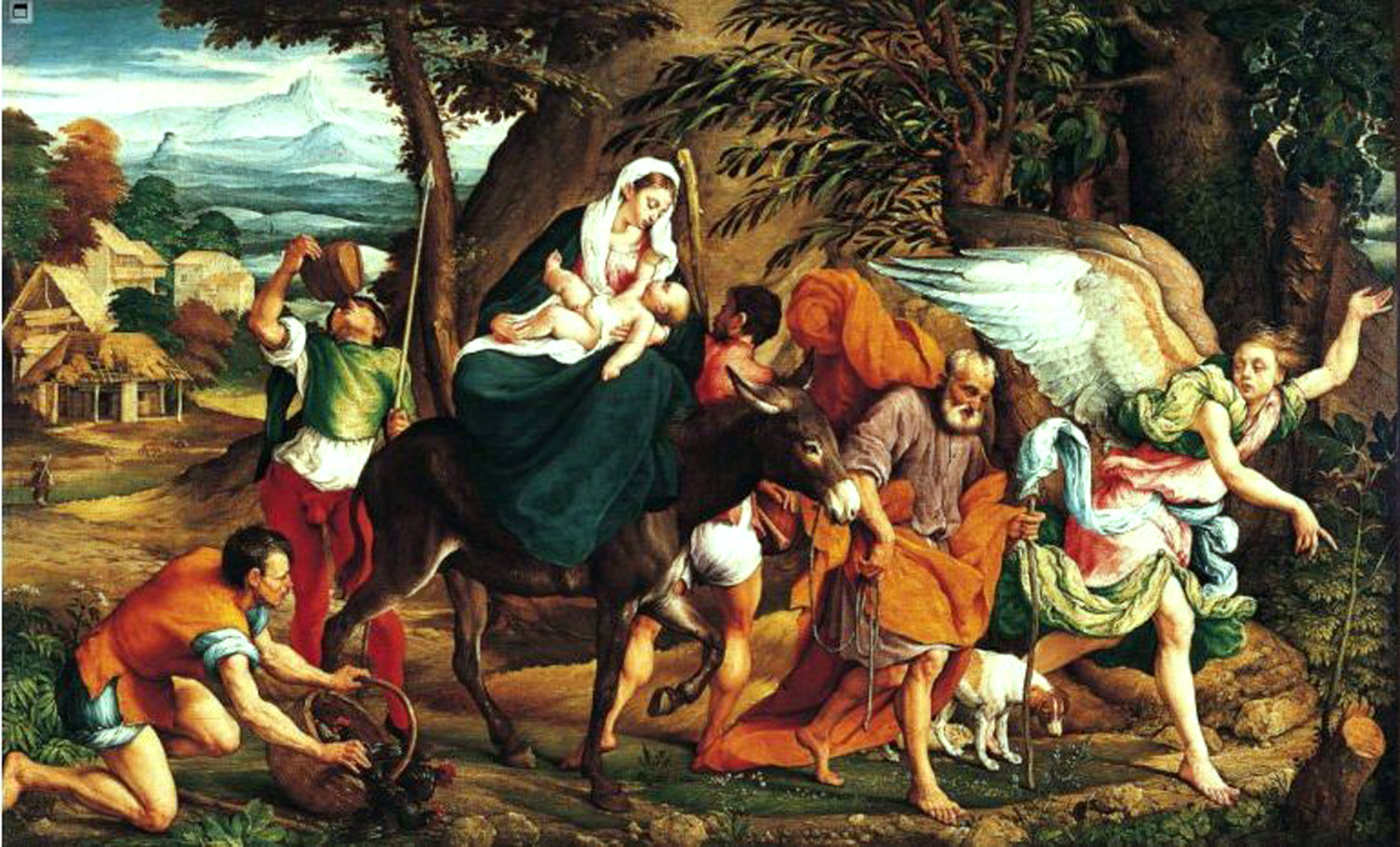
Jacopo Bassano, Ucieczka do Egiptu, 1545

#### Barok (XVII–XVIII w.)
Początek XVII wieku w sztuce europejskiej zwiastują obrazy wczesnobarokowe z Włoch i Hiszpanii, pędzla takich artystów jak Guido Reni, Guercino, Murillo i Francisco de Zurbarán, którego Martwa natura z cytrynami, pomarańczami i różą z 1633 należy do najbardziej podziwianych obrazów w kolekcji. Malarstwo Północy reprezentują głęboko ekspresyjne obrazy Petera Paula Rubensa, uosabiające ścisły związek flamandzkiego artysty z Kościołem. Znaczącą grupę stanowią portrety i pejzaże reprezentujące XVII-wieczne malarstwo holenderskie; spośród nich na uwagę zasługują trzy portrety pędzla Rembrandta, z których jeden, Portret chłopca, był niegdyś uważany za podobiznę syna artysty, Tytusa. Koniec XVII stulecia wyznaczają flamandzkie i niemieckie martwe natury oraz pejzaże o tematyce religijnej pędzla mistrzów francuskich Claude’a Lorraina i Nicolasa Poussina.
XVIII wiek reprezentują zróżnicowane stylowo i tematycznie obrazy mistrzów rokoka francuskiego (Largillière – portrety, Chardin – martwe natury, Watteau, Fragonard i Boucher) i włoskiego (Longhi, Pannini, Guardi, Canaletto i Tiepolo).

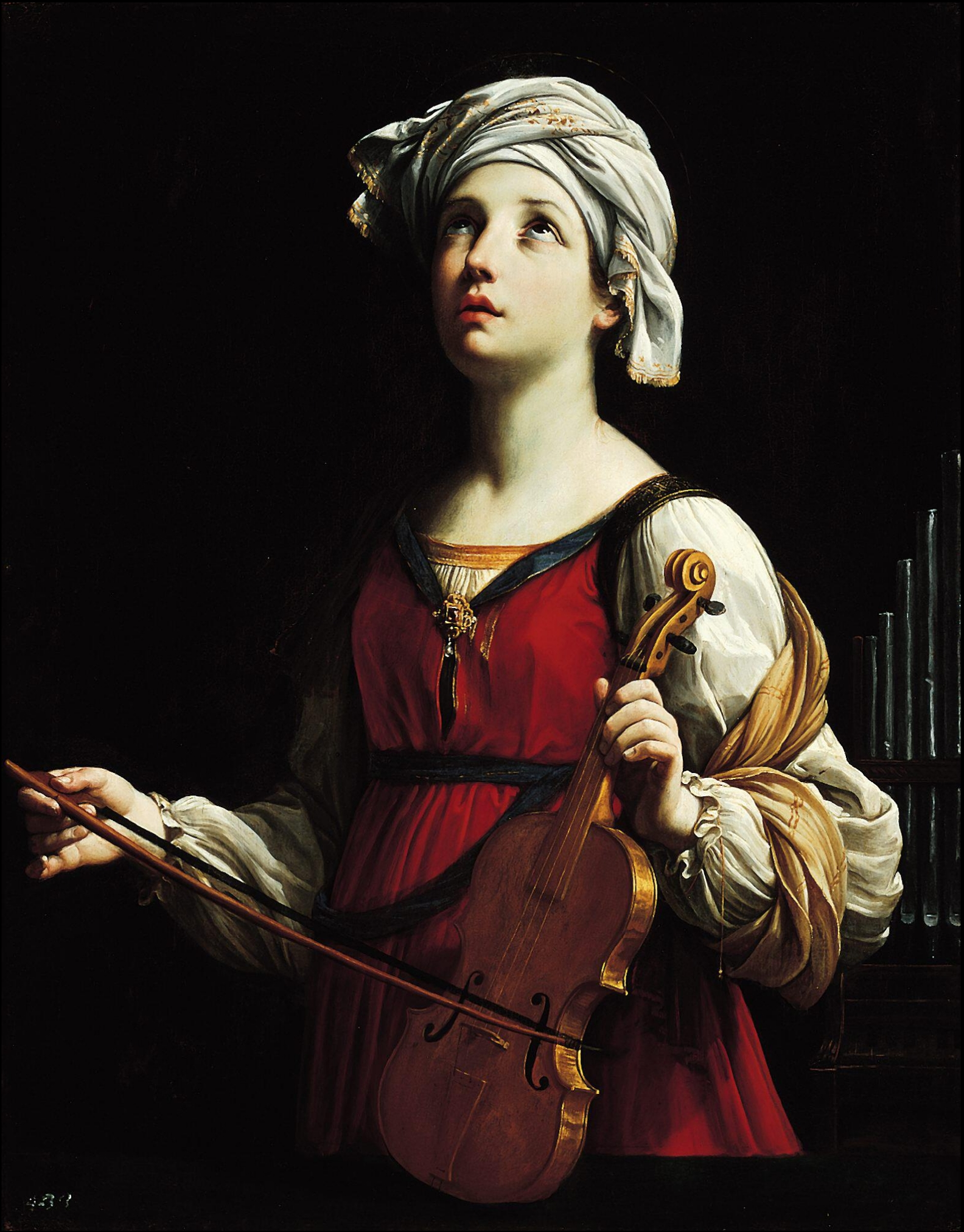
Guido Reni, Święta Cecylia, ok. 1606
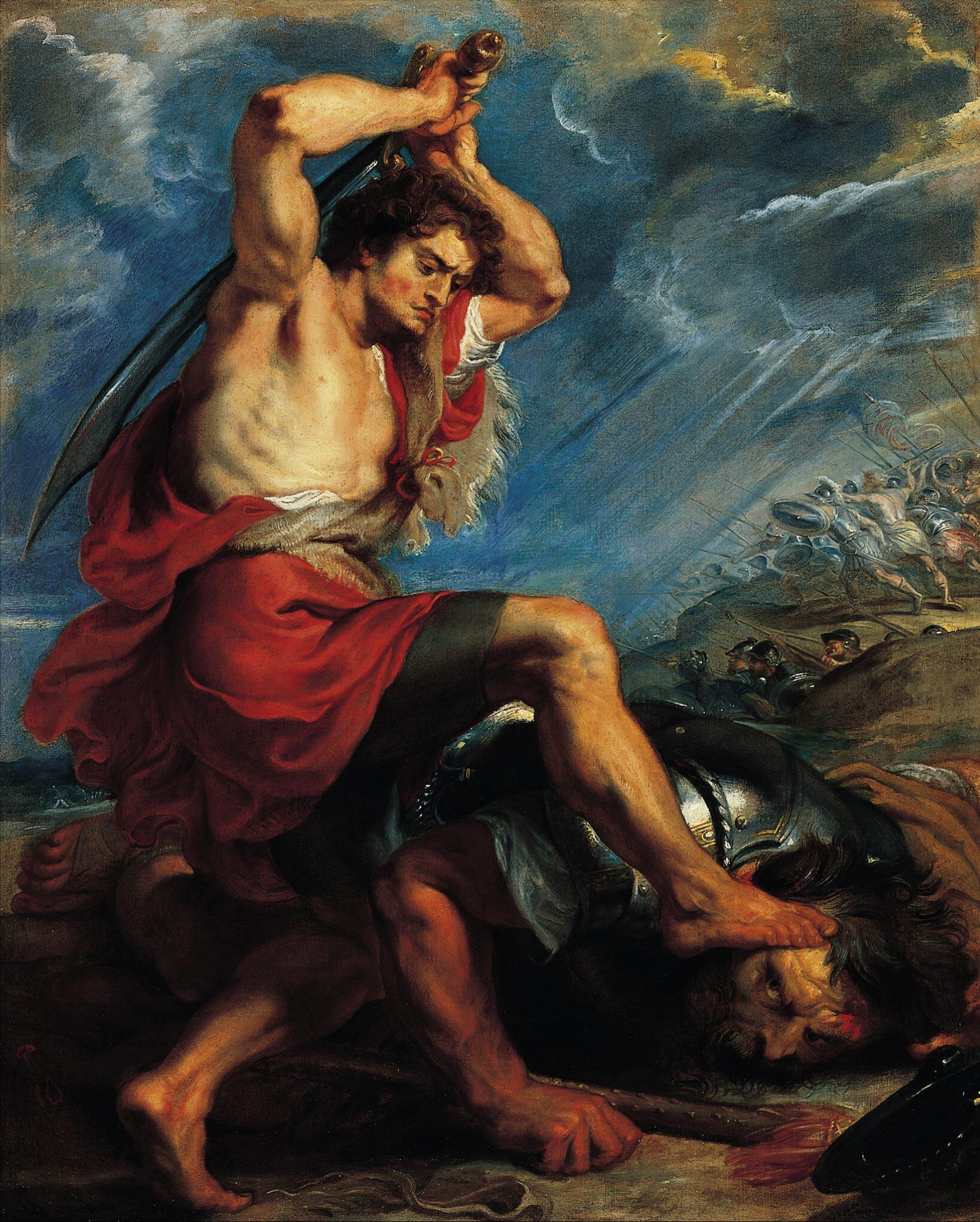
Peter Paul Rubens, Dawid zabijający Goliata, ok. 1616
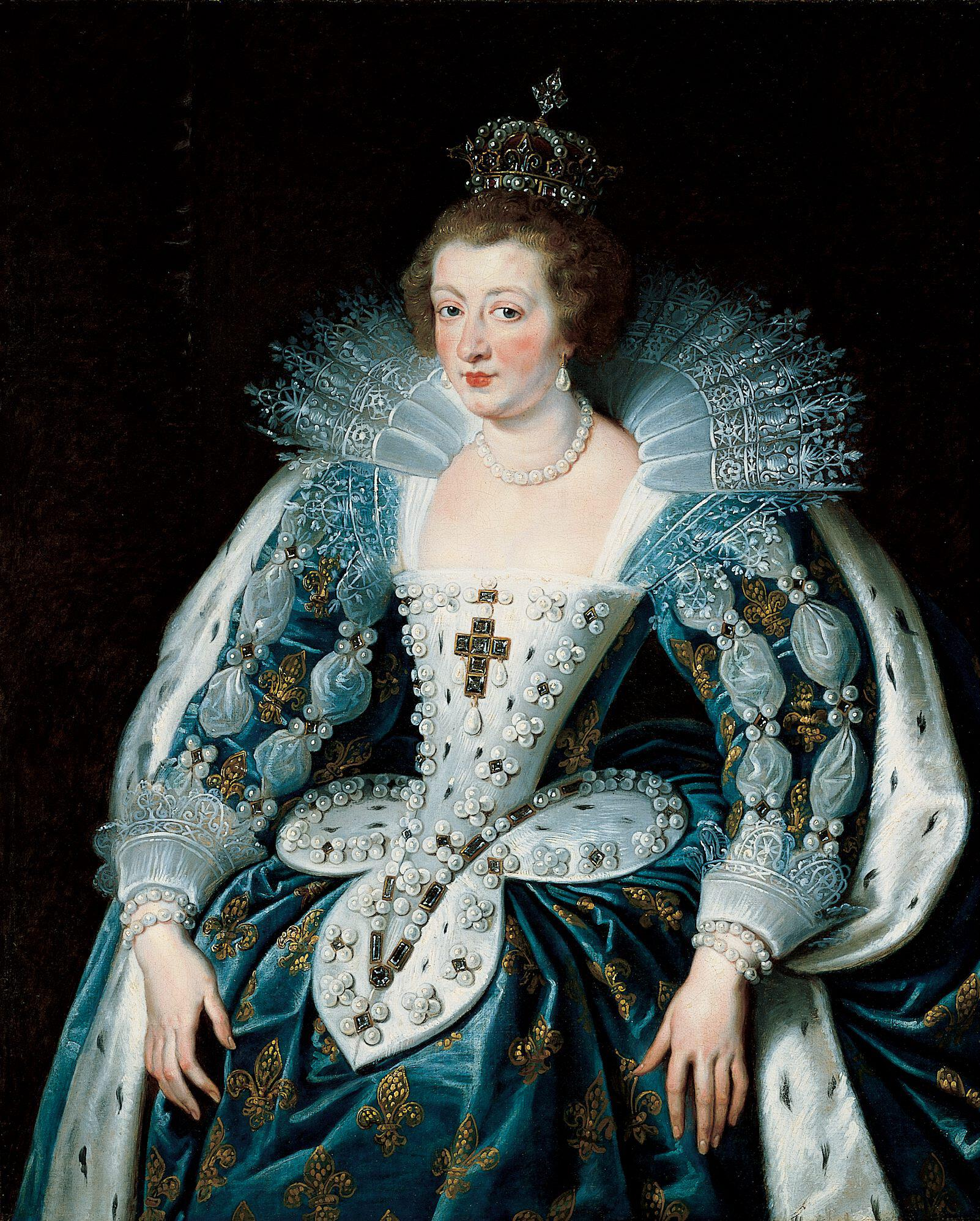
Peter Paul Rubens, Portret Anny Austriackiej, królowej Francji, ok. 1622–1625
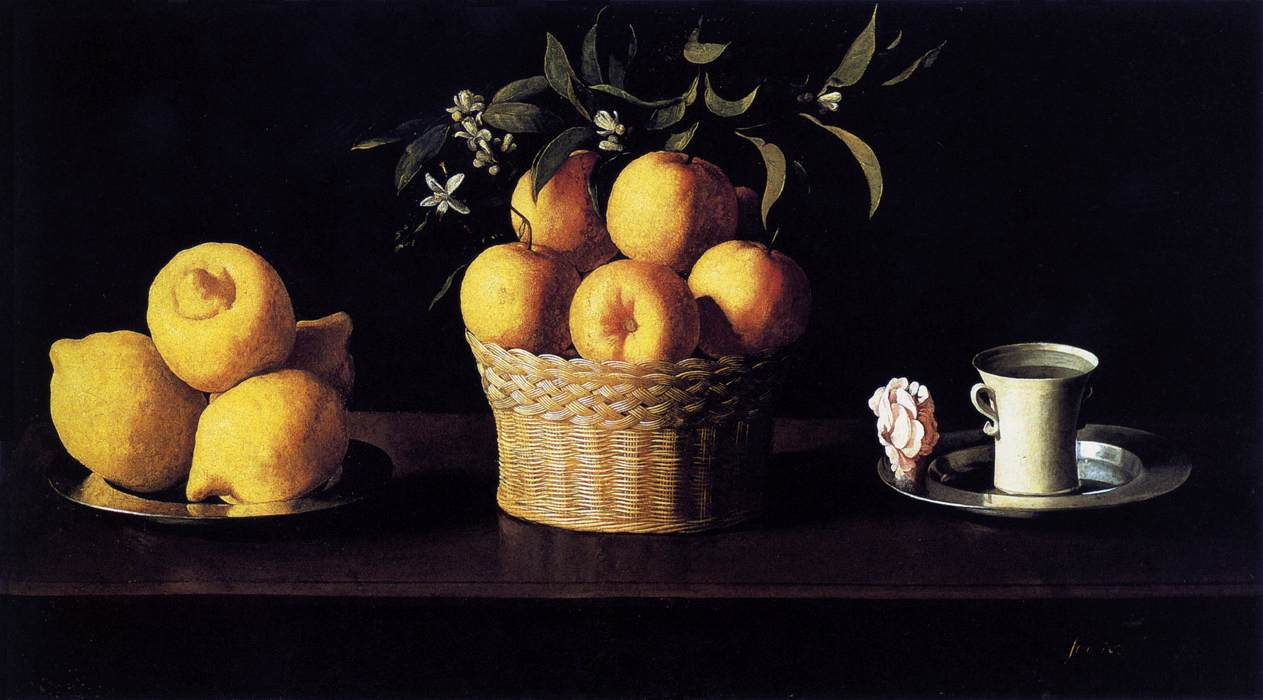
Francisco de Zurbarán, Martwa natura z cytrynami, pomarańczami i różą, 1633
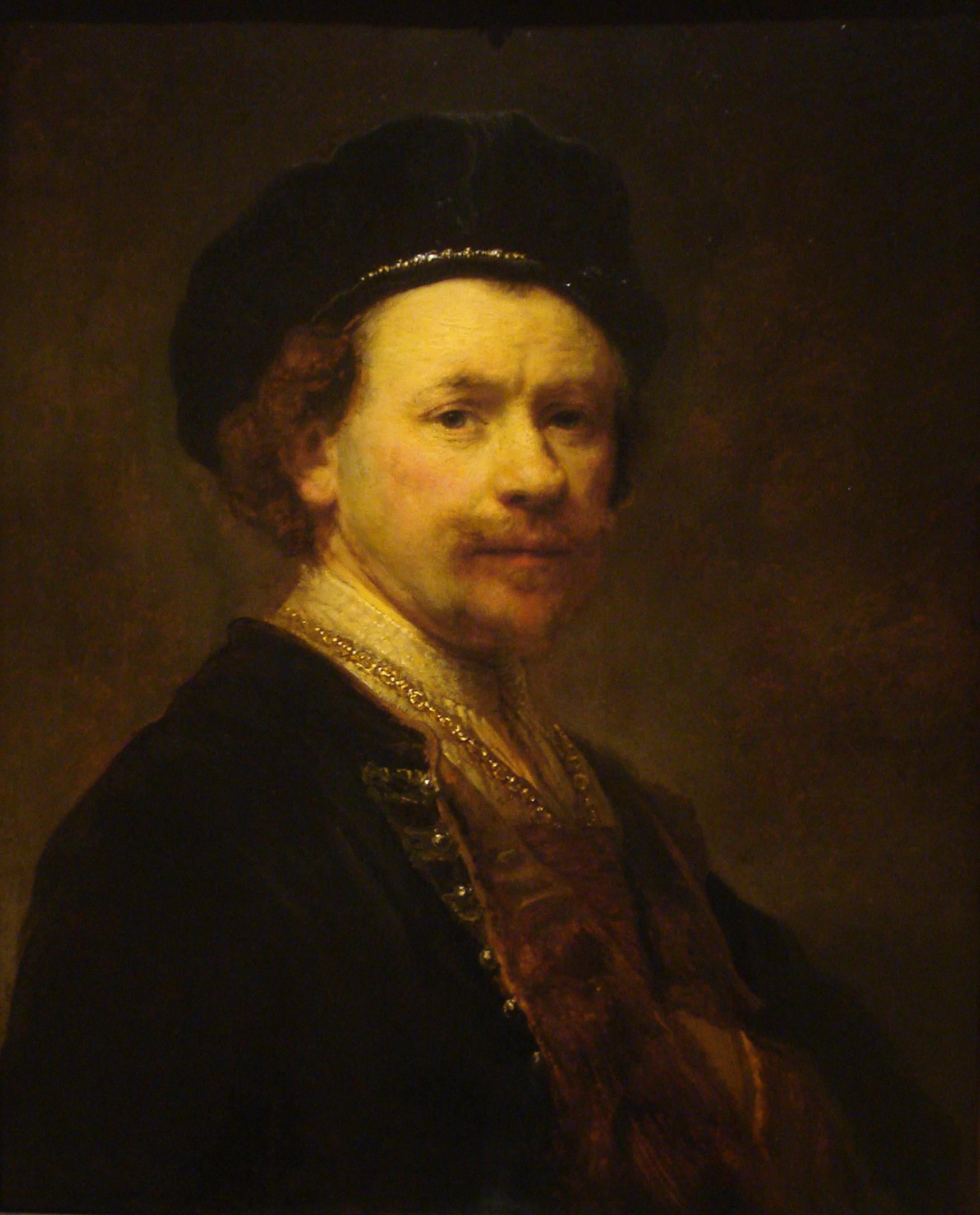
Rembrandt, Autoportret (ok. 1636–1638)
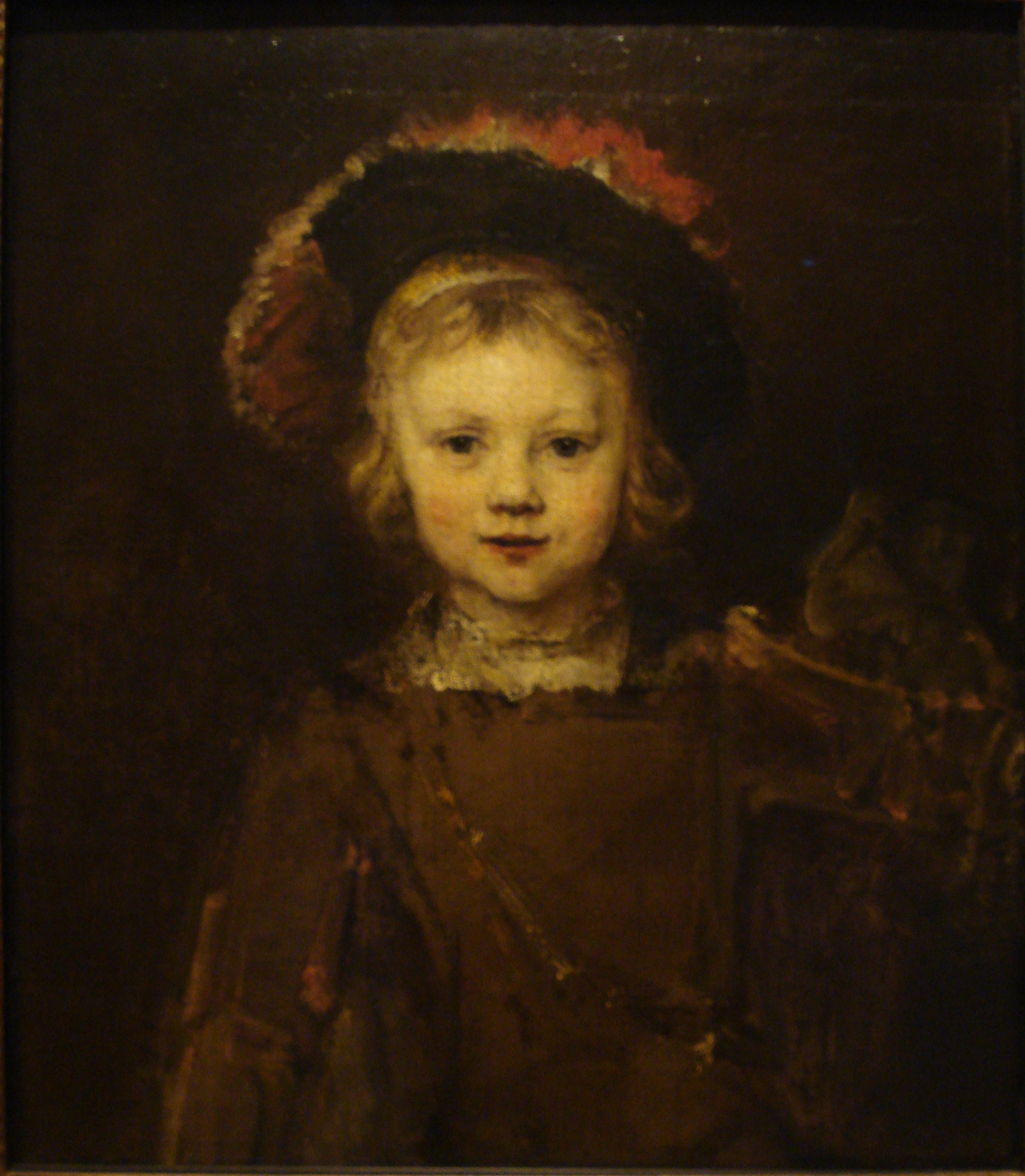
Rembrandt, Portret chłopca (ok. 1655–1660)
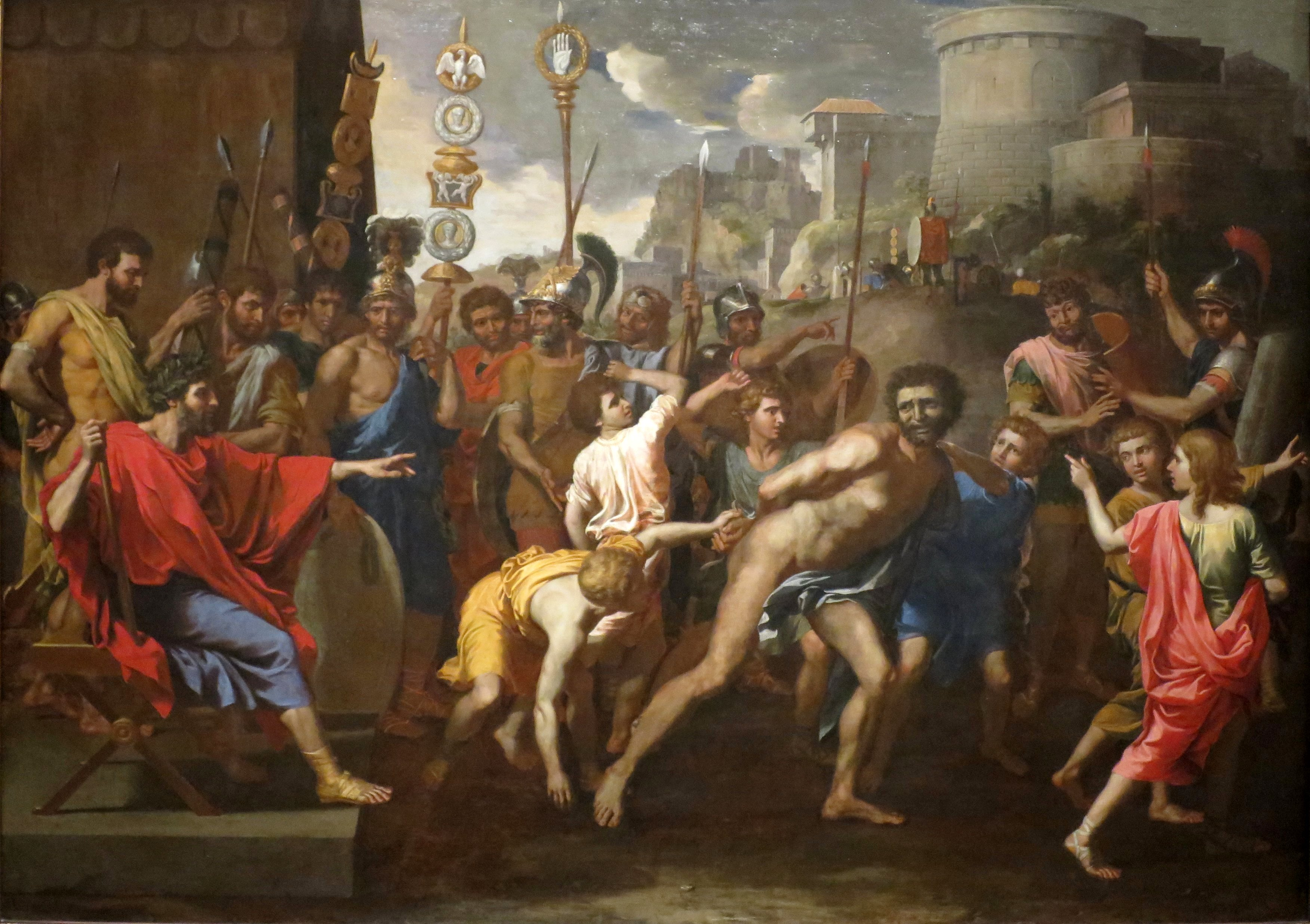
Nicolas Poussin, Camille i nauczyciel z Faléries (ok. 1634–1635)
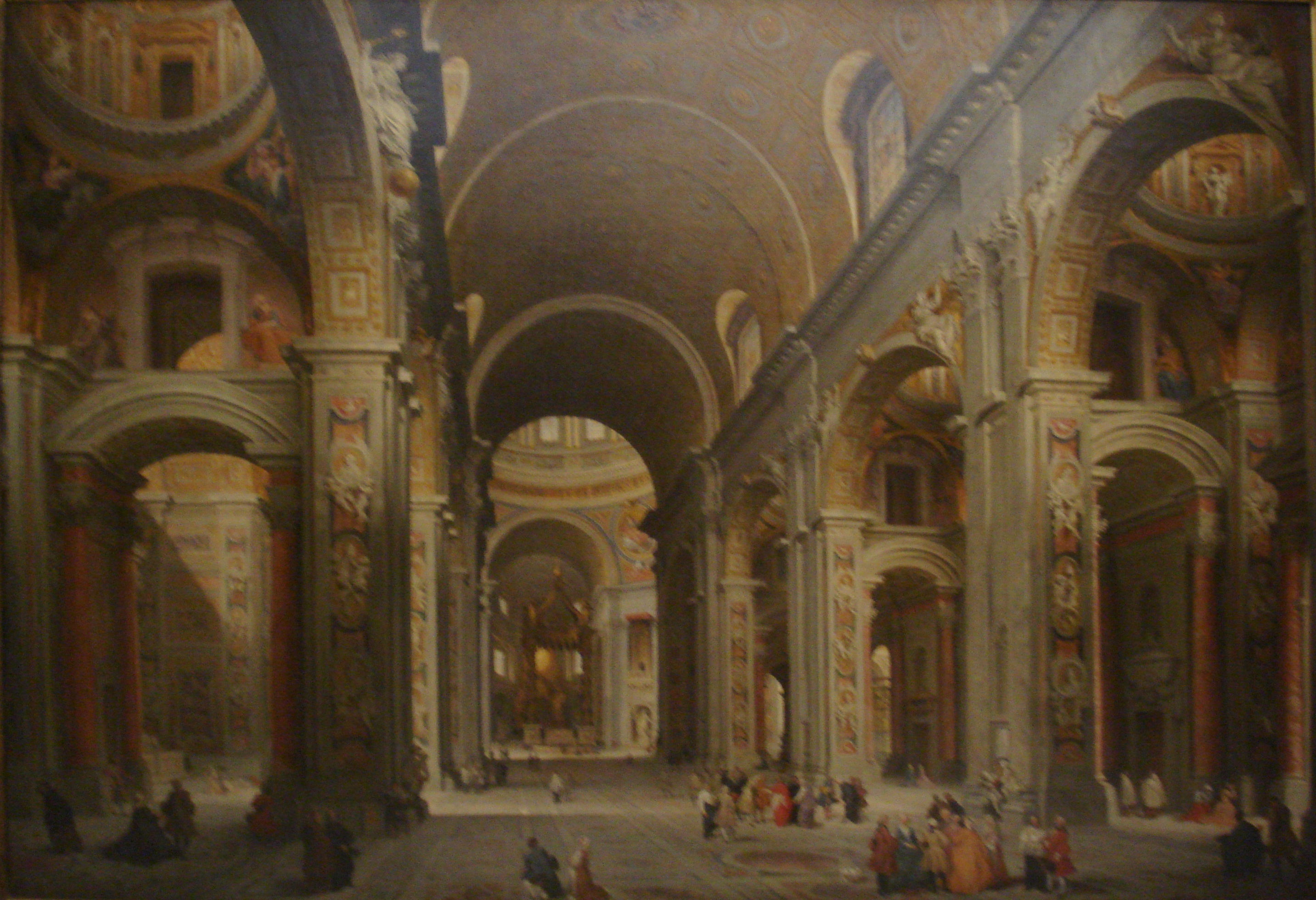
Pannini, Wnętrze bazyliki św. Piotra (ok. 1655–1660)

#### Sztuka XIX w.
Muzeum posiada najbardziej znaczącą kolekcję dzieł epoki impresjonizmu i postimpresjonizmu w południowej Kalifornii. Kolekcja ta liczy ponad 100 obrazów i obejmuje prace takich twórców jak: Claude Monet, Auguste Renoir, Edgar Degas, Vincent van Gogh, Paul Cézanne i Paul Gauguin. Początek XIX w. wyznaczają obrazy Ingresa i Goi po których następują dzieła mistrzów realizmu z połowy stulecia: Corota, Gustave Courbeta i Maneta. Kolekcję zamykają obrazy Vuillarda i Bonnarda. Przegląd sztuki XIX w. uzupełniają rzeźby z brązu Auguste’a Rodina, wystawione w ogrodzie naprzeciwko muzeum.

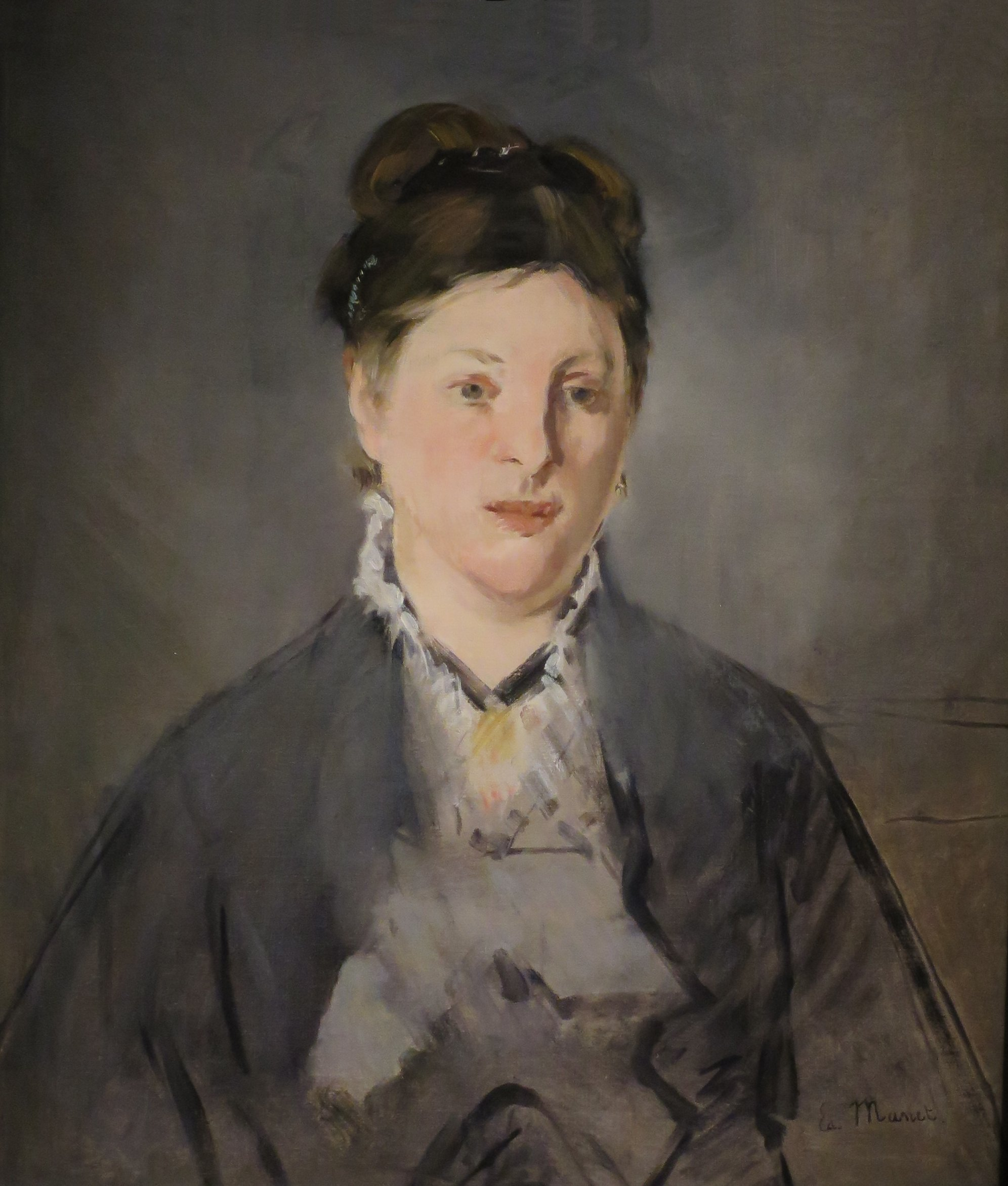
Édouard Manet, Portret żony Maneta, 1866
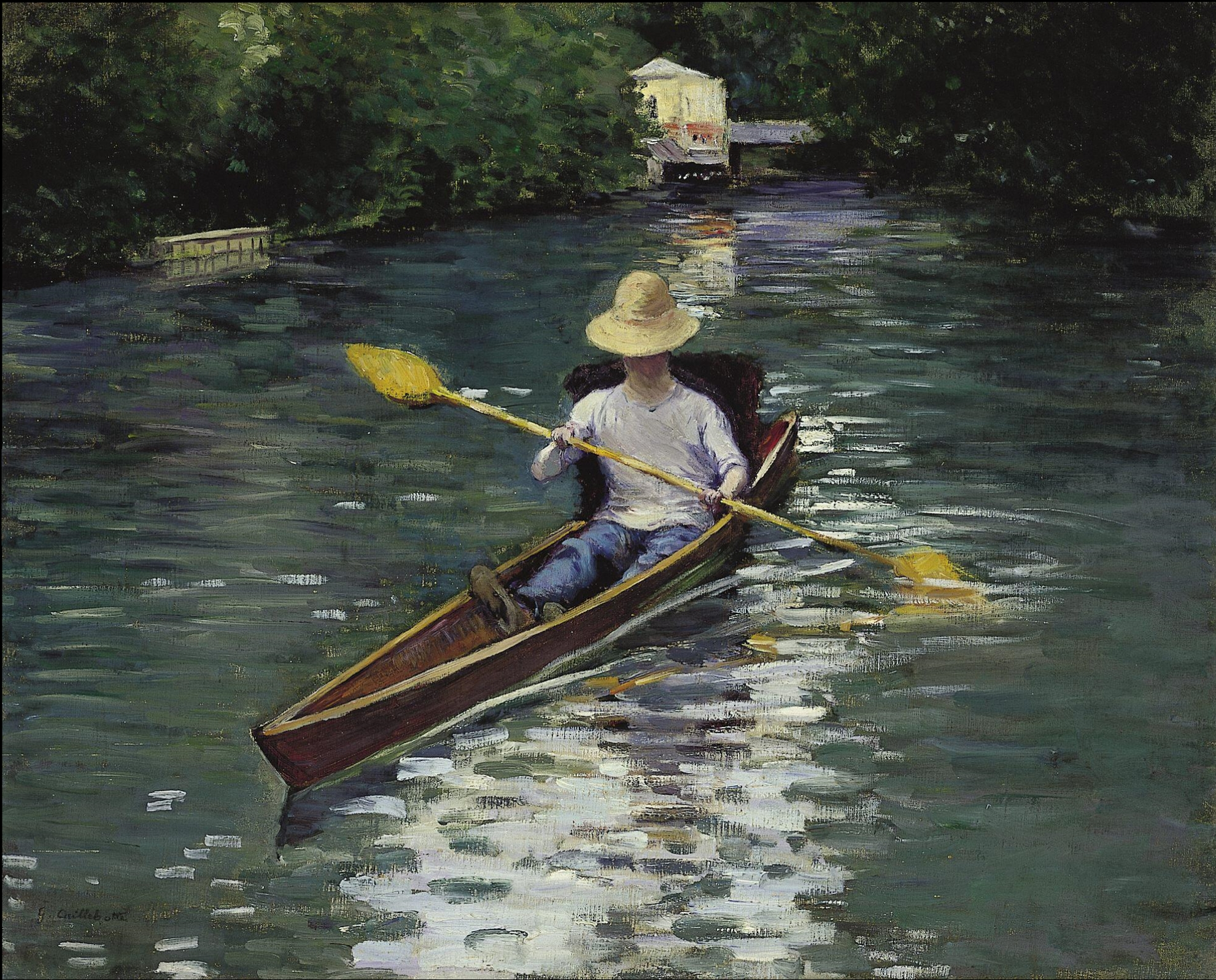
Gustave Caillebotte, Kajak na rzece Yerres, 1878
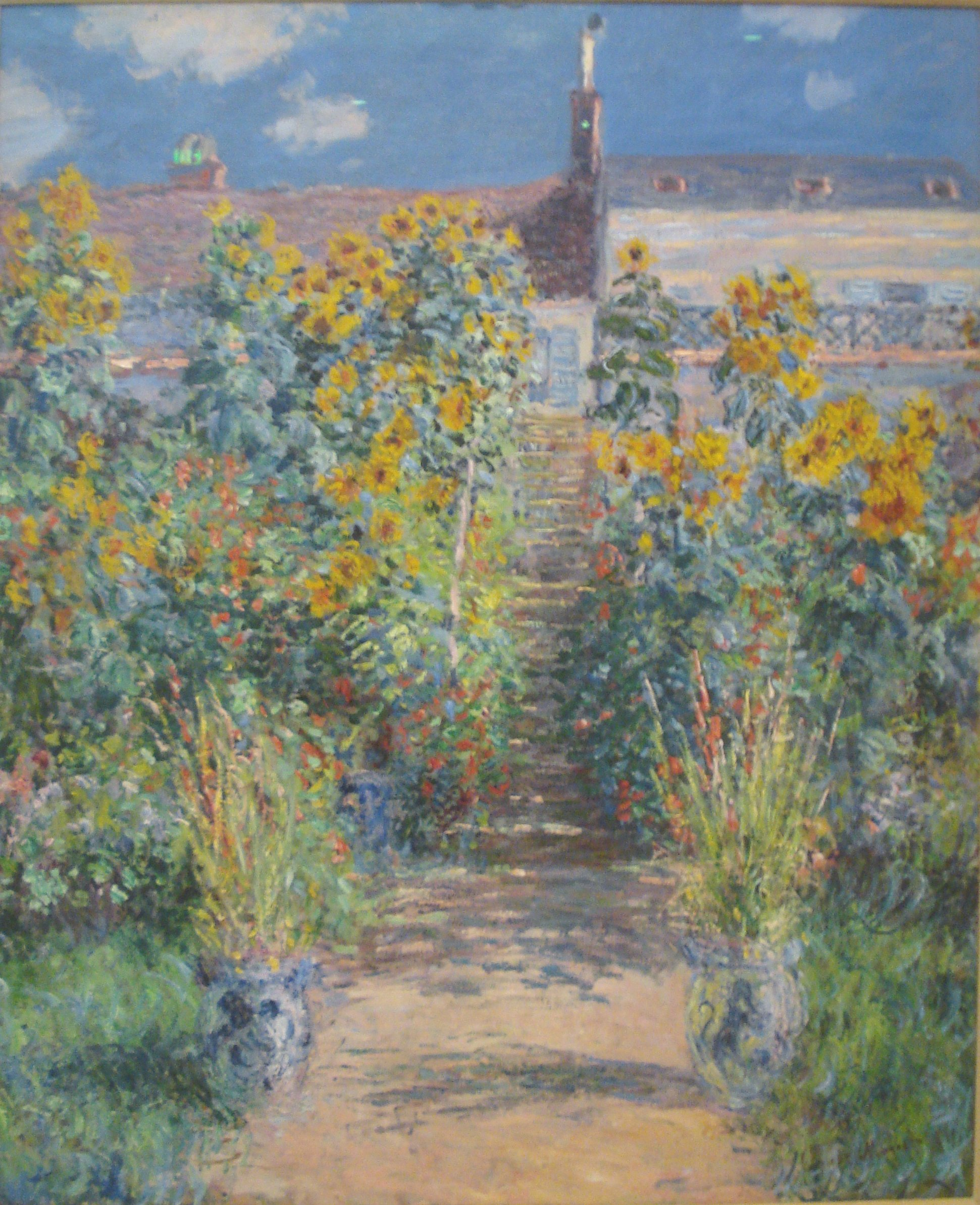
Claude Monet, Ogród artysty w Vetheuil, 1881
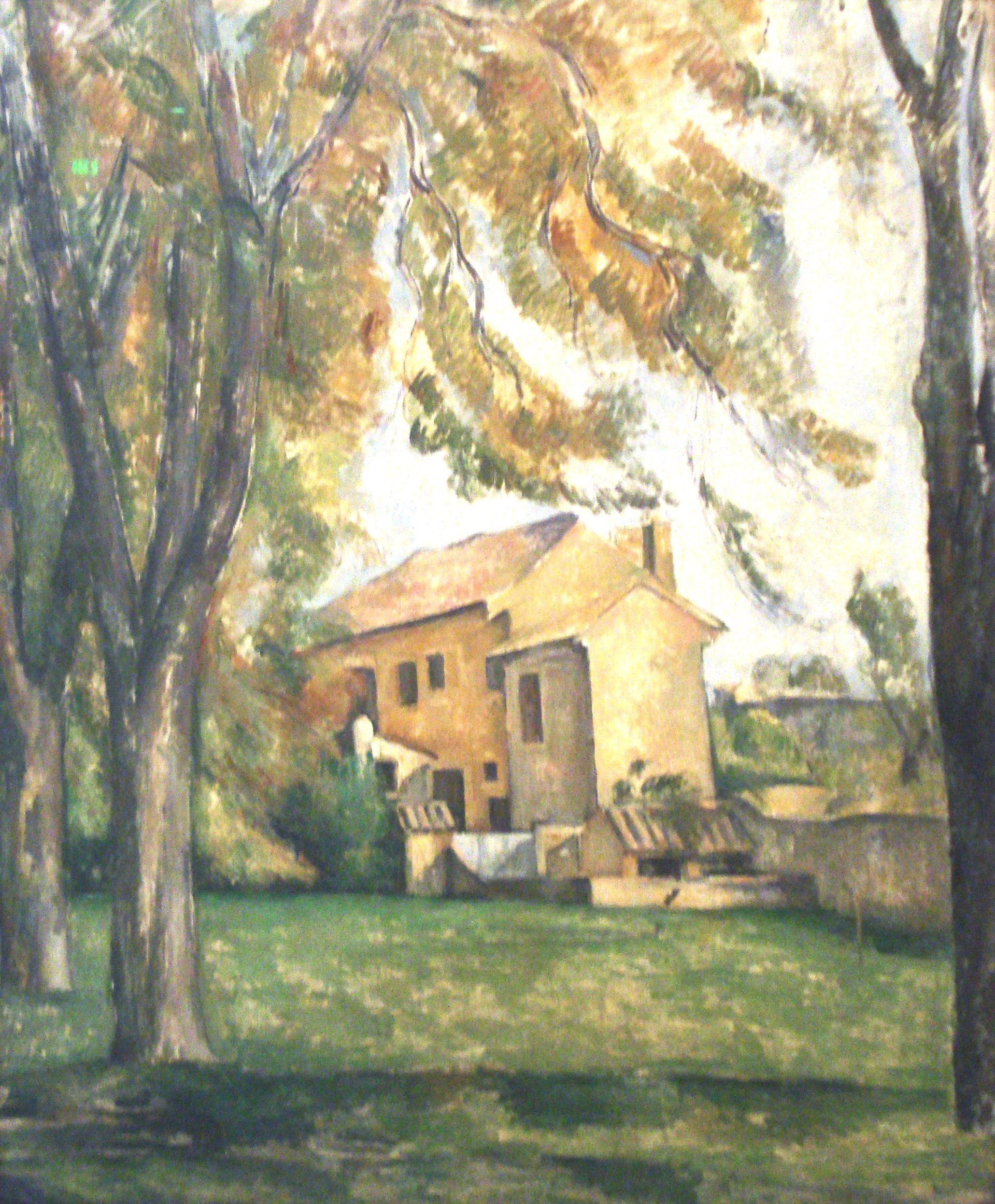
Paul Cézanne, Dom wiejski i kasztany w Jas-de-Bouffan, 1881
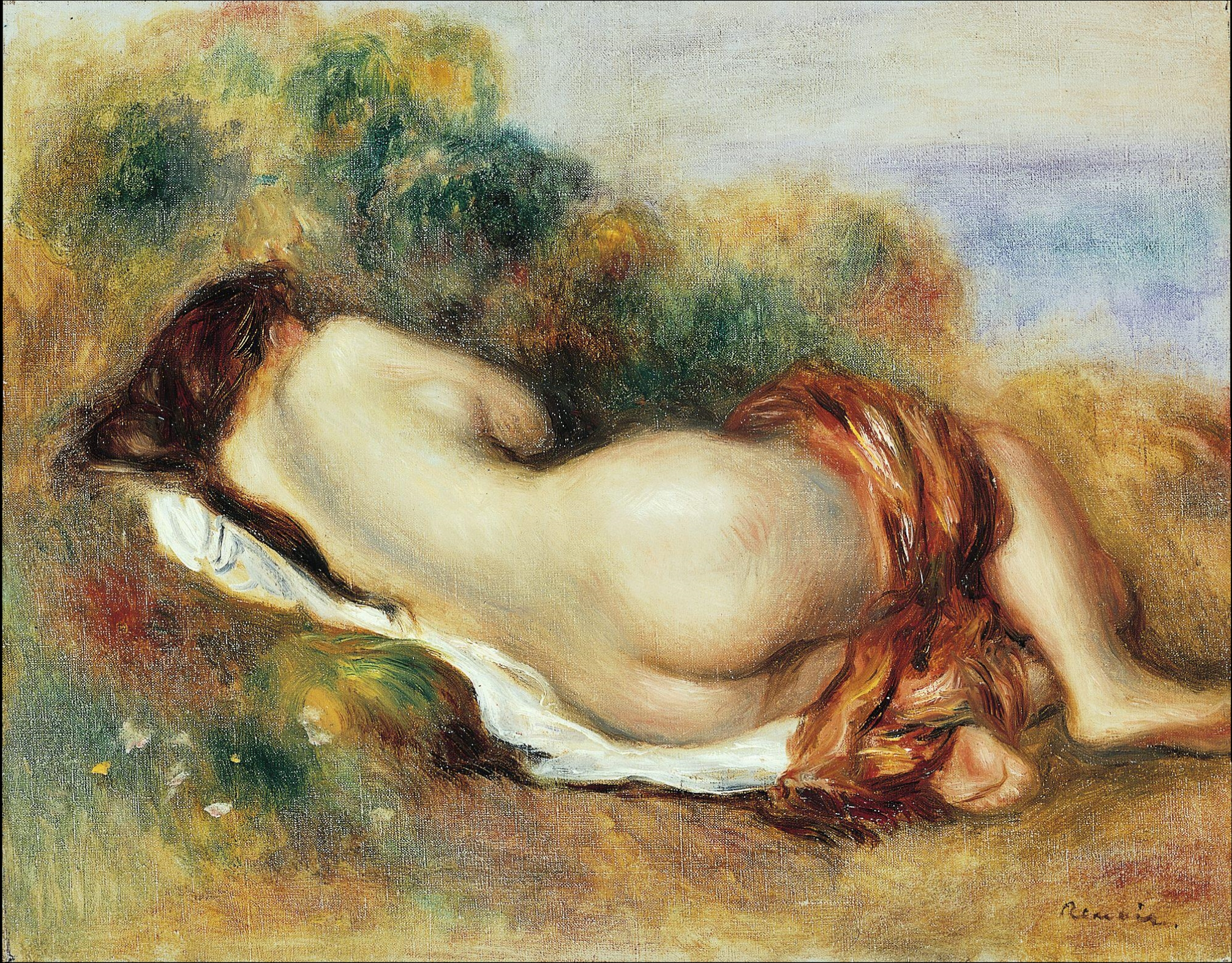
Auguste Renoir, Akt śpiący, 1882
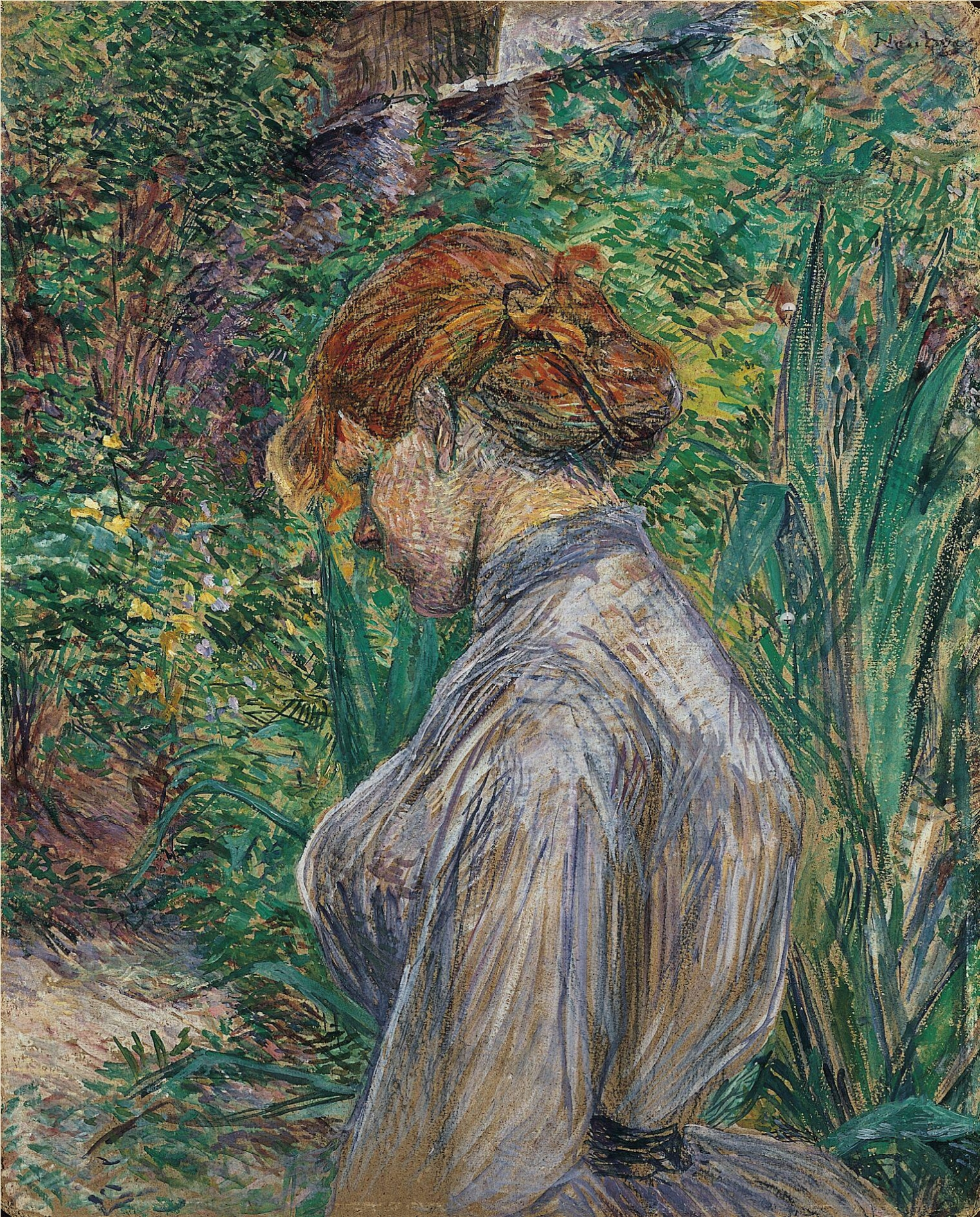
Henri de Toulouse-Lautrec, Carmen Gaudin albo rudowłosa kobieta w ogrodzie Pana Foreta, 1887
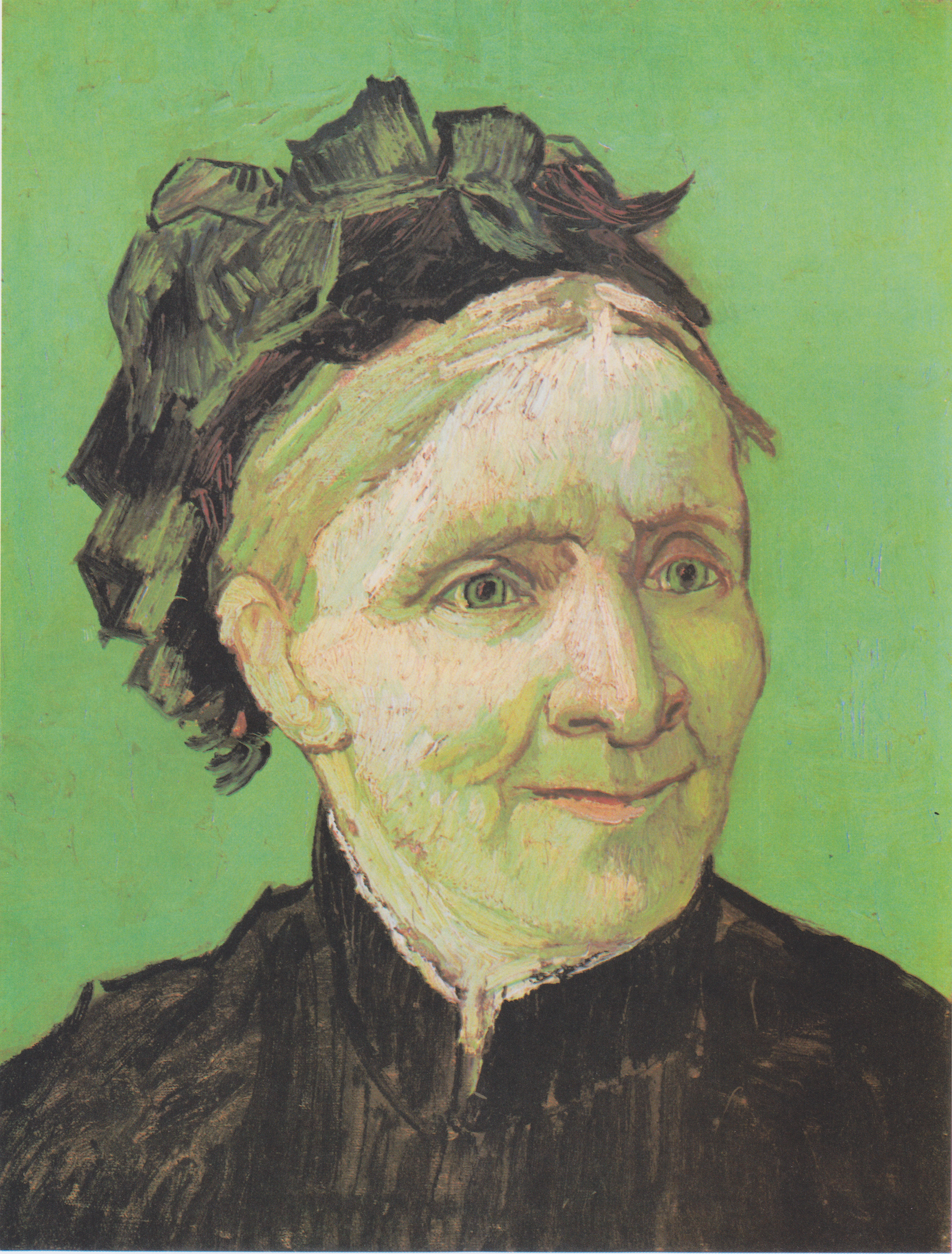
Vincent van Gogh, Portret matki artysty, 1888
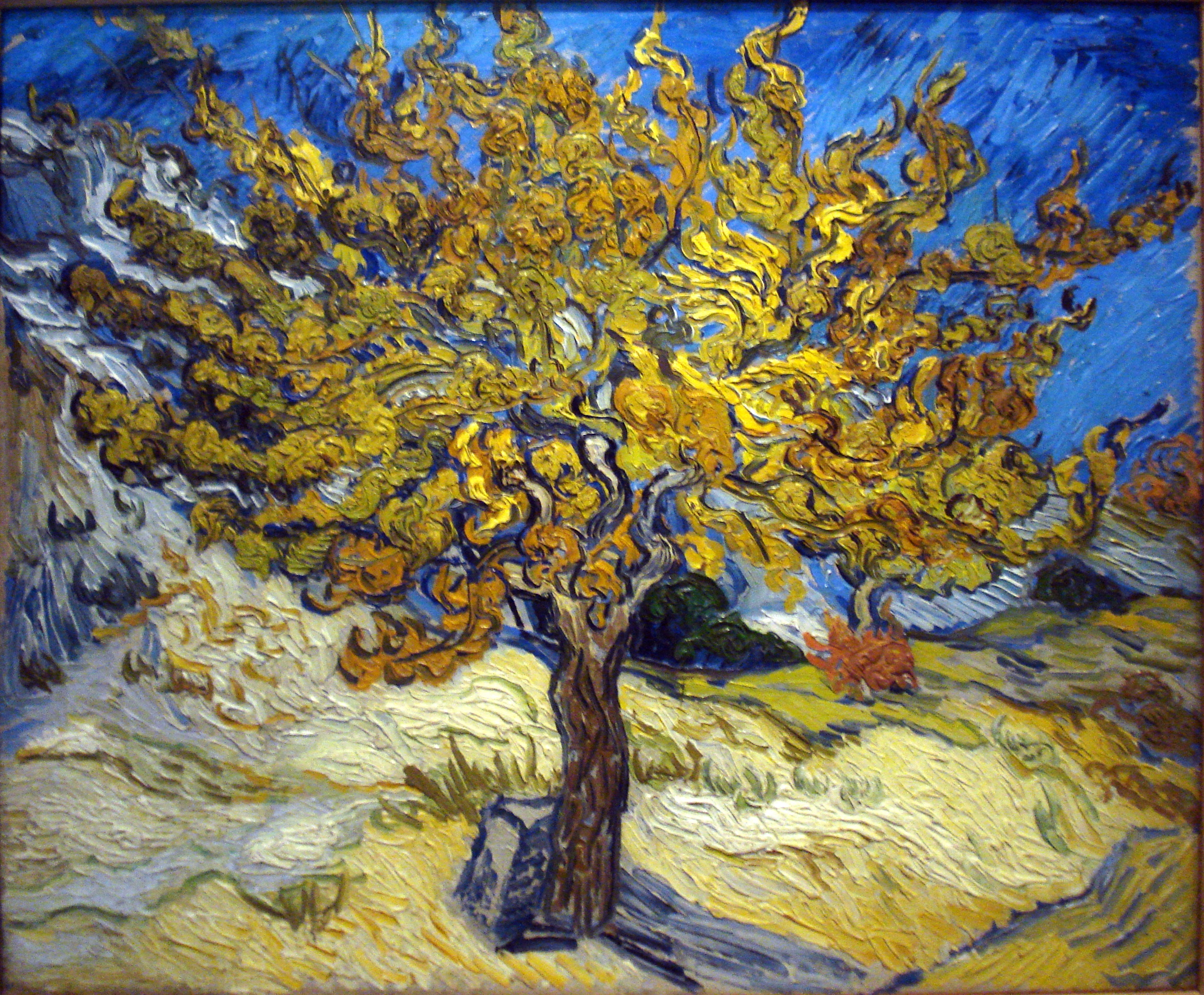
Vincent van Gogh, Drzewo morwy, 1889

#### Sztuka modernistyczna i współczesna
Muzeum posiada bogaty zbiór sztuki modernistycznej i współczesnej, w tym dzieła Pabla Picassa, Georges’a Braque’a, Henriego Matisse’a i Diego Rivery. Zbiór uzupełniają obrazy i prace na papierze artystów spod znaku Blue Four: Klee, Feiningera, Jawlensky’ego i Kandinsky’ego. Na kolekcję powojennej sztuki współczesnej składają się dzieła m.in. Josepha Cornella, Roberta Rauschenberga i Louise Nevelson. Pop-art i minimalizm reprezentuje twórczość Roya Lichtensteina i Andy Warhola, zaś sztukę kalifornijską z lat od 1950–1970 prace Sama Francisa, Richarda Diebenkorna, Edwarda Ruschy i Eda Mosesa. Dzieła znaczących rzeźbiarzy z początku XX w. (Aristide Maillol, Constantin Brâncuși, Henry Moore, Barbara Hepworth) eksponowane są zarówno w galeriach jak i w ogrodzie.

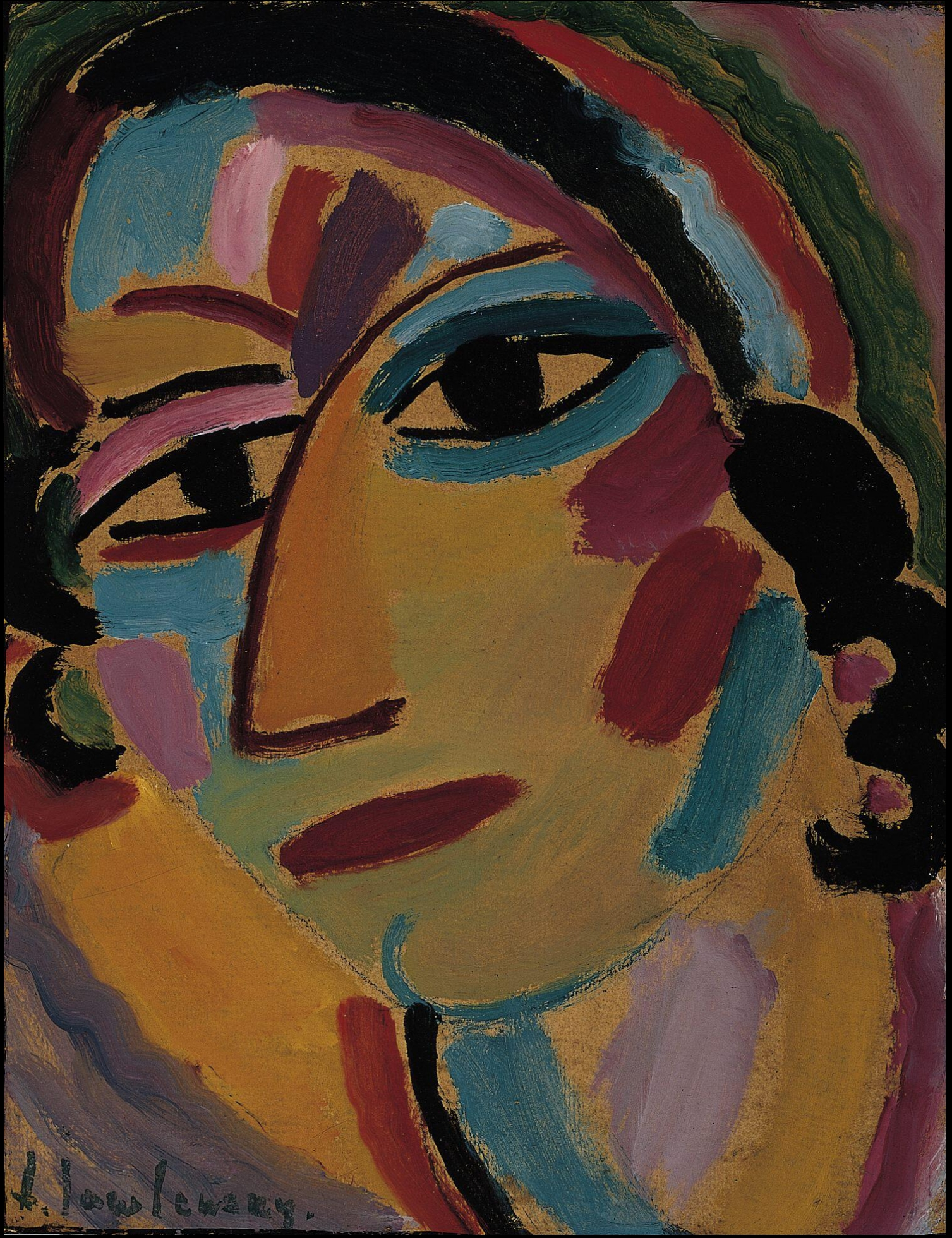
Jawlensky, Tajemnicza głowa, 1917
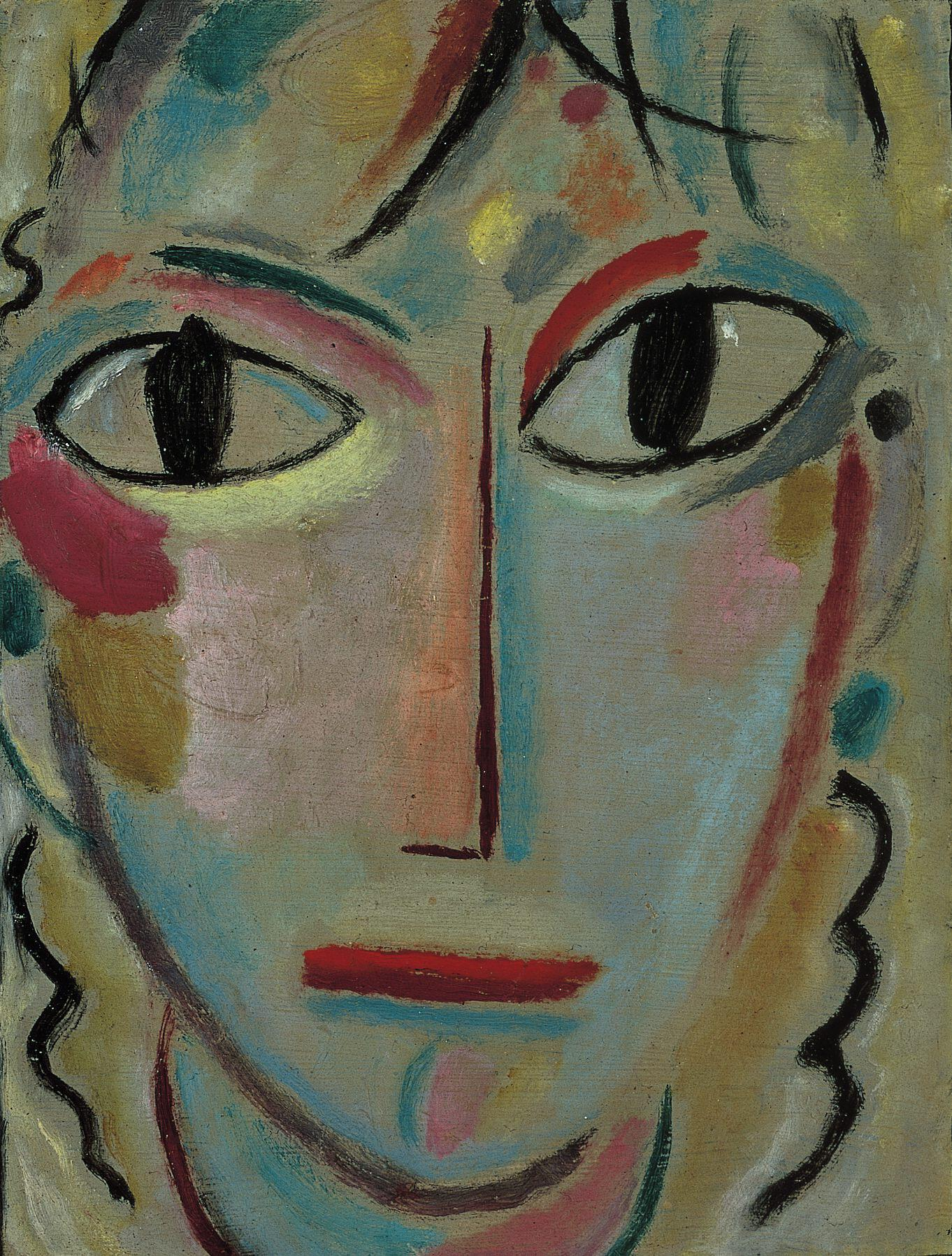
Jawlensky, Zdziwienie, 1919
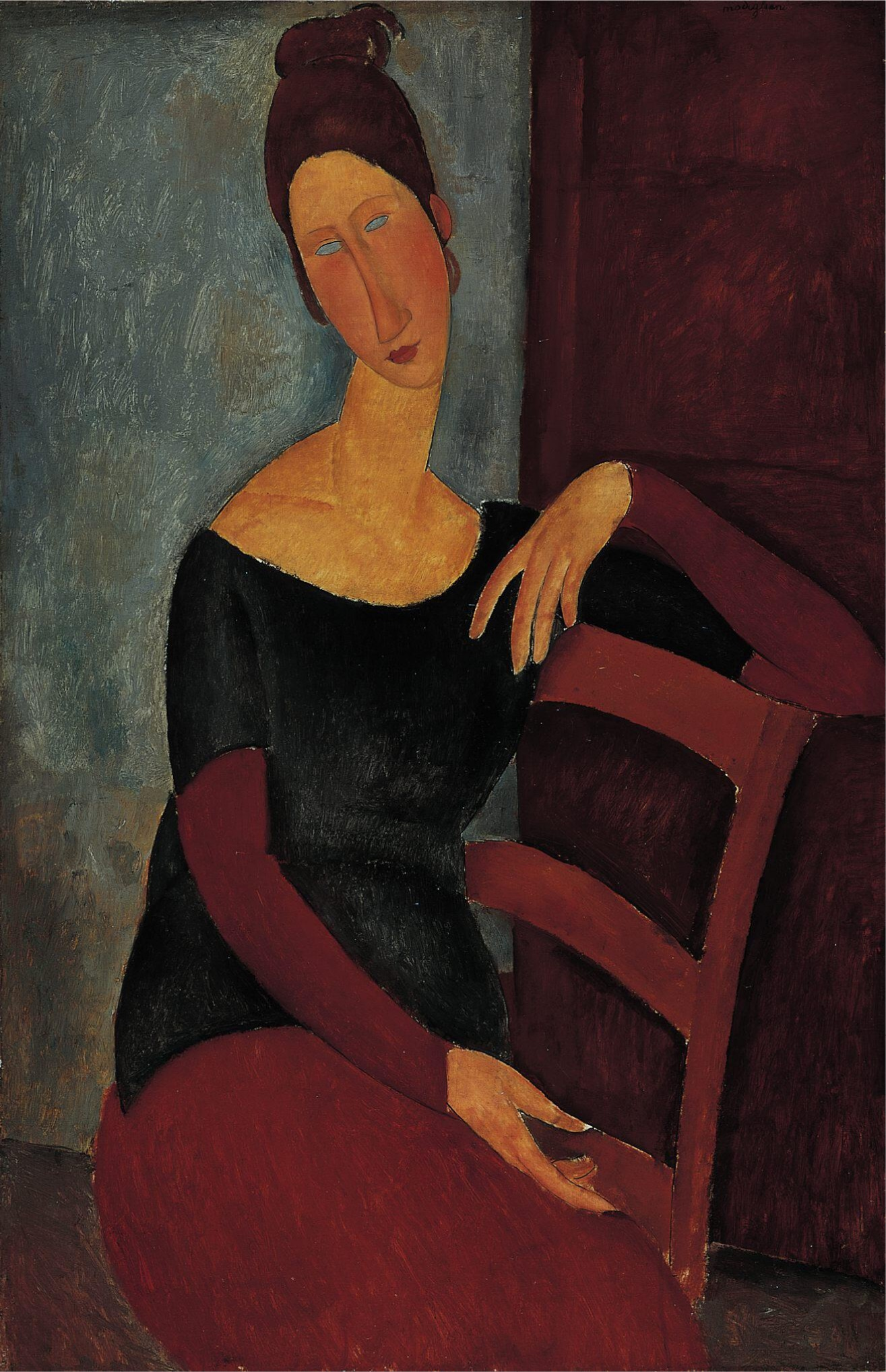
Amedeo Modigliani, Portret żony artysty, Jeanne Hébuterne, 1919

#### Grafika i fotografia
Kolekcja grafiki jest bogato reprezentowana przez prace trzech wielkich grafików-malarzy: Rembrandta, Goję i Picassa, z których każdy jest ceniony z powodu swych pionierskich eksperymentów w dziedzinie grafiki. Dorobek Goi w tym zakresie reprezentują cykle: Kaprysy (Caprichos) z 1799, Walki byków (La Tauromaquia) z 1816 i Przysłowia (Los Proverbios) z 1864. Kolekcja grafik Picassa odzwierciedla każdy etap jego kariery, w tym jego ilustrowane książki, litografie oraz linoryty. Zbiór grafiki uzupełniają prace Edwarda Ruschy i Eda Mosesa.
Kolekcja fotografii to przegląd dzieł fotografów modernistycznych, m.in.: Edwarda Westona, Fredericka Sommera, Minora White’a i Manuela Álvareza Bravo, a także najważniejszych amerykańskich fotografów, którzy rozpoczęli swoje kariery w latach 60. i 70., w tym Judy Dater i Lewisa Baltza. Szczególnie eksponowane są współczesne prace z dziedziny fotografii eksperymentalnej (Robert Heinecken, Robert Flick, Edmund Teske i Todd Walker). Fotografie i grafiki, z uwagi na ich delikatność, nie znajdują się w stałej ekspozycji, ale prezentowane są na wystawach okresowych.

### Sztuka azjatycka

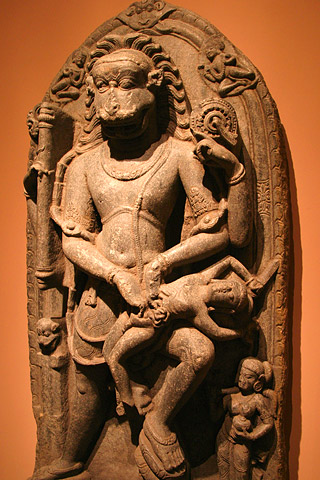
Wisznu jako Narasinha

W muzeum znajduje się znana na całym świecie kolekcja sztuki z Azji Południowej i Azji Południowo-Wschodniej, stanowiąca doskonały przykład tradycji rzeźbiarskiej i malarskiej tego regionu. W ramach ekspozycji stałej prezentowane są zbiory sztuki Indii, Pakistanu, Nepalu, Tybetu, Kambodży i Tajlandii, a także wybrane eksponaty z Afganistanu, Birmy, Bangladeszu, Chin, Indonezji, Sri Lanki i Wietnamu. Szczególnie bogato reprezentowana jest sztuka subkontynentu indyjskiego, w tym monumentalne, kamienne rzeźby z epoki Kuszanów i Guptów i Ćolów. Kolekcję uzupełnia malarstwo Radźputów oraz malarstwo o tematyce religijnej z Tybetu i Nepalu. Odrębną pozycję stanowi zbiór japońskich drzeworytów, z których większość wchodziła niegdyś w skład kolekcji Franka Lloyda Wrighta.